# Indígenas de Santiago del Estero

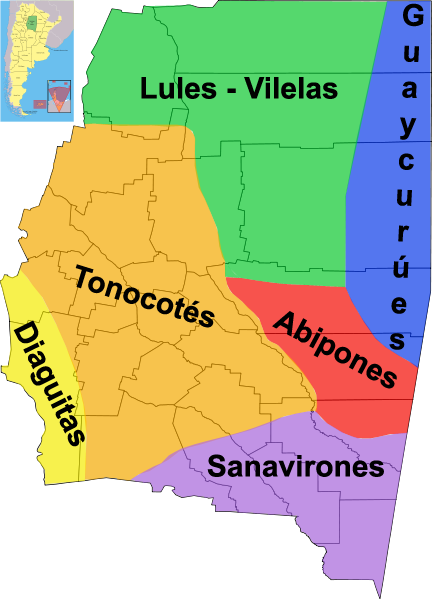
Distribución aproximada de las principales etnias de aborígenes que habitaban el territorio de la actual provincia de Santiago del Estero a mediados del siglo XVI.

Los indígenas de Santiago del Estero son el conjunto de etnias o pueblos amerindios autóctonos que habitan o habitaron el actual territorio de la provincia argentina de Santiago del Estero. Su descubrimiento, sometimiento y evangelización se inició con la Conquista Española a mediados del siglo XVI.
Desde la prehistoria hasta la llegada de los españoles, se sucedieron diferentes culturas a lo largo del territorio provincial. Estas se caracterizaron por la elaboración de piezas de alfarería ricamente decoradas, entre otros elementos.
En 1543 ingresó en la provincia la primera expedición española que descubrió dichas tribus, bajo el mando del adelantado y conquistador español, capitán Diego de Rojas. En esta incursión, los conquistadores se enfrentaron con los aborígenes, ocasionando la muerte de dicho capitán.
A medida que fueron llegando más españoles, encontraron tierras densamente pobladas por grupos aborígenes, de procedencia, costumbres y lenguas distintas. Sin embargo los confundieron entre sí y los designaron genéricamente "Juríes". Este nombre proviene de xuri, voz quichua que significa ñandú, denominación que les dieron a los nativos que vestían con una especie de taparrabos de plumas de avestruz y que se desplazaban en verdaderas "bandadas". Por ese motivo los españoles llamaron a la región "Los Juríes", ignorando que los pueblos que allí habitaban eran completamente distintos. Los tres grupos más importantes eran los Diaguitas, los Lules y los Tonocotés. 
Con respecto al número de aborígenes que habitaban el suelo santiagueño, se considera que en 1583 había cerca de 12 000 aborígenes en Santiago del Estero y 270 000 en toda la Gobernación del Tucumán.
Durante los siglos XVII y XVIII los aborígenes fueron pacificados y evangelizados mediante reducciones o entregados en encomiendas. Sin embargo, y debido a la falta de controles, los abusos de los encomenderos fueron numerosos y derivaron en la explotación de los indígenas de la región.
A lo largo del siglo XIX y principios del XX, las etnias fueron combatidas y prácticamente exterminadas debido a diferentes factores, entre ellos: la construcción de fortines de defensa contra los malones, la colonización de la llanura chaqueña al margen este del río Salado, el asentamiento de nuevas poblaciones por la llegada de inmigrantes y del ferrocarril, las campañas militares para combatirlos y el progresivo desmonte y destrucción de su hábitat natural.
A fines del siglo XX y principios del siglo XXI, se alzaron voces tendientes a defender a los pueblos originarios, afirmando que el sometimiento de sus pueblos por el español y su irracional explotación, significó un exterminio. El Estado Nacional y el Provincial promulgaron leyes que garantizan el respeto a su identidad y la protección de sus derechos.

## Período precolombino
Según el arqueólogo Rodolfo Raffino, la prehistoria de las culturas del Noroeste argentino se divide en los períodos Precerámico (del 8000 a. C. al 400 a. C.) y período Agroalfarero. Este último a su vez se encuentra subdividido en Temprano, Medio y Tardío, que va del 400 a. C. hasta la llegada de los incas a la región en 1470 o hasta la llegada de los españoles en 1550.

### Período Precerámico
En el período Precerámico, los pobladores que habitaron la región formaron pequeños grupos de cazadores-recolectores. El hombre se apropió para su subsistencia de los seres vivos en estado natural. Los instrumentos de esta época fueron trabajados a percusión sobre piedra para obtener filos cortantes como cuchillos, raederas y fundamentalmente,  puntas de proyectil. Dentro de este período, se identificaron tres etapas:
- Recolectores Inferiores: recolectaban, frutos y miel.
- Cazadores Superiores: con puntas de proyectiles de 6 a 10 cm, lanceoladas, usadas con lanzas, dardos o tiraderas.
- Cazadores Recolectores: se hallaron morteros, molinos planos, puntas de proyectiles medianas, raederas, raspadores, perforadores, etc.;

### Período Agroalfarero
Durante este período, en Santiago del Estero se produjo un proceso evolutivo durante el cual se sucedieron diferentes culturas, que se diferencian claramente sobre la base de elementos contextuales, especialmente los ceramológicos. En la provincia, se identificaron las siguientes culturas a lo largo del período Agroalfarero:

#### Etapa Temprana
- Cultura Las Mercedes: se desarrolló entre el 400 a. C. y el 700 de nuestra era. Se difundió en las sierras de Sumampa y Guasayán. La cerámica es de tonalidad gris negra si fue cocida en horno cerrado, o bien de coloración rojiza si se la coció en atmósferas oxidantes (Hornos abiertos). Las piezas pueden ser lisas, grabadas o pintadas de blanco sobre fondo rojo o negro, con motivos geométricos.
- Cultura La Candelaria: fue intrusiva en la provincia y se desarrolló en parte de los departamentos Pellegrini, Jiménez, Río Hondo, Robles y Banda y su cerámica presenta características similares a la anterior.

#### Etapa Media
- Cultura Sunchituyoc: difundida entre el 700 y el 1400, se extendió por casi todo el territorio santiagueño y las provincias limítrofes. La cerámica fue muy desarrollada ya que realizaban utensilios de formas, tamaños y usos diversos. En la decoración pintaban motivos de búhos y serpientes y otros animales además de motivos geométricos, como grecas y líneas. También fabricaban pequeñas estatuillas con las formas mencionadas, instrumentos musicales como flautas, silbatos y ocarinas, además de torteros, que hablan del desarrollo de su tejeduría.

#### Etapa Tardía
- Cultura Averías: se desarrolló aproximadamente entre el 1200 y la llegada de los españoles (1550 aproximadamente). Se extendió por la llanura, algunas veces vinculadas con el Sunchituyoj. En general los utensilios realizados eran similares a la cultura anterior, aunque la variación residía en la coloración con colores más vivos en rojo, negro y blanco y la decoración con motivos geométricos en forma de espiral, greca, triángulos, líneas, círculos, etc. Se destacaban los motivos con serpientes bicéfalas (dos cabezas). Se aplicaban técnicas de pastillaje para adosar a las piezas de cerámica, figuras en relieve con formas de animales, pájaros y seres humanos.

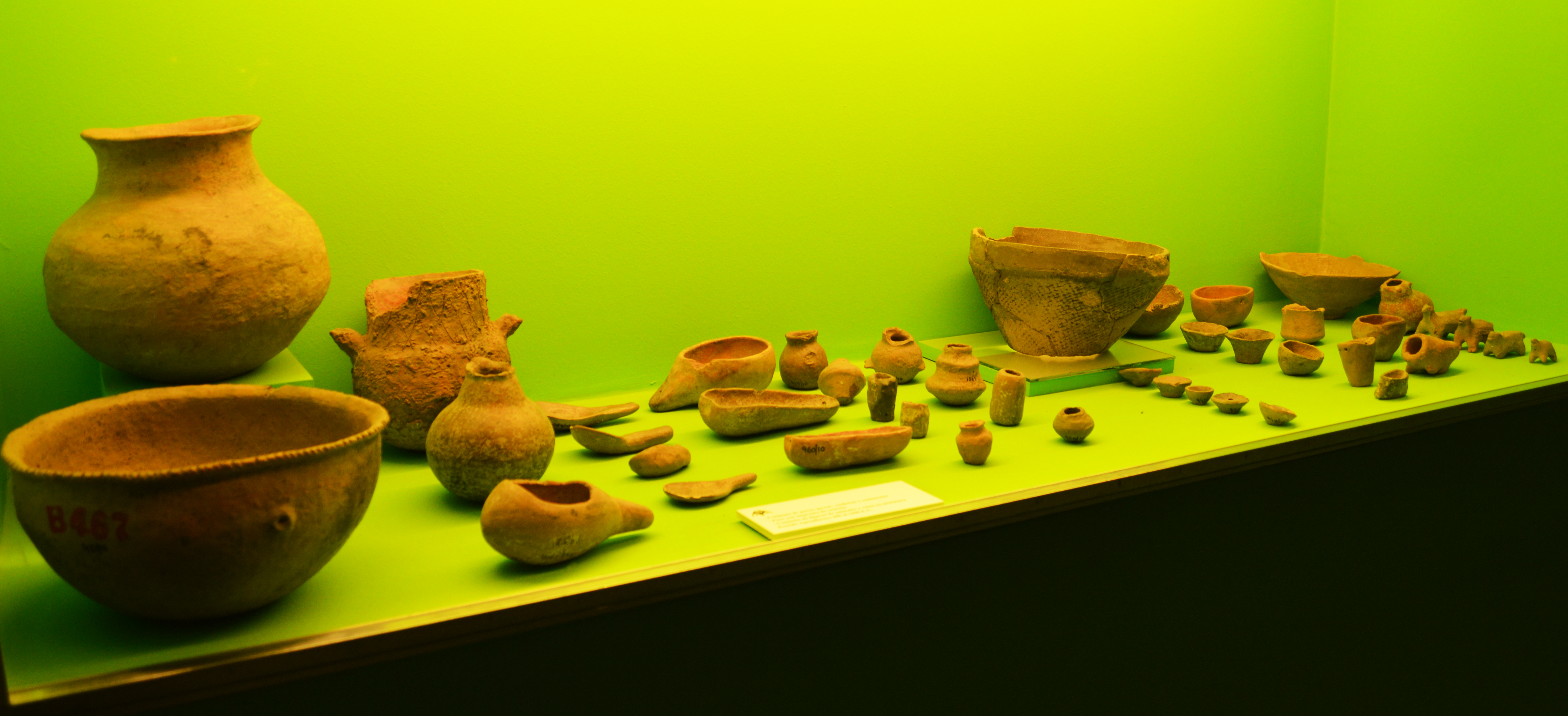
Conjunto de pucos, jarras, cucharas y cucharones. Período agroalfarero (300 a.C. al 1600).
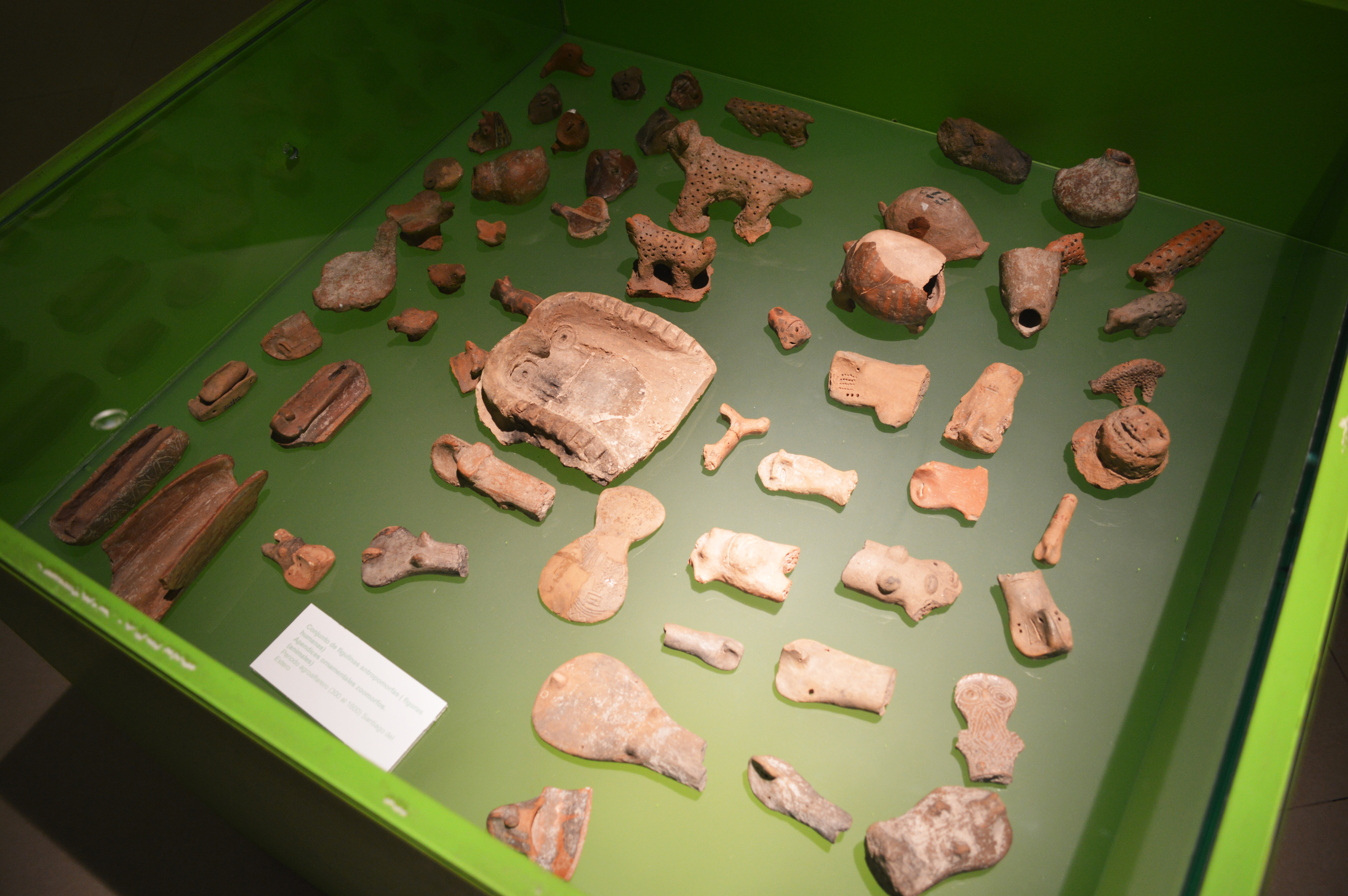
Conjunto de figulinas antropomorfas y apéndices ornamentales zoomorfos. Período agroalfarero (300 a.C. al 1600).
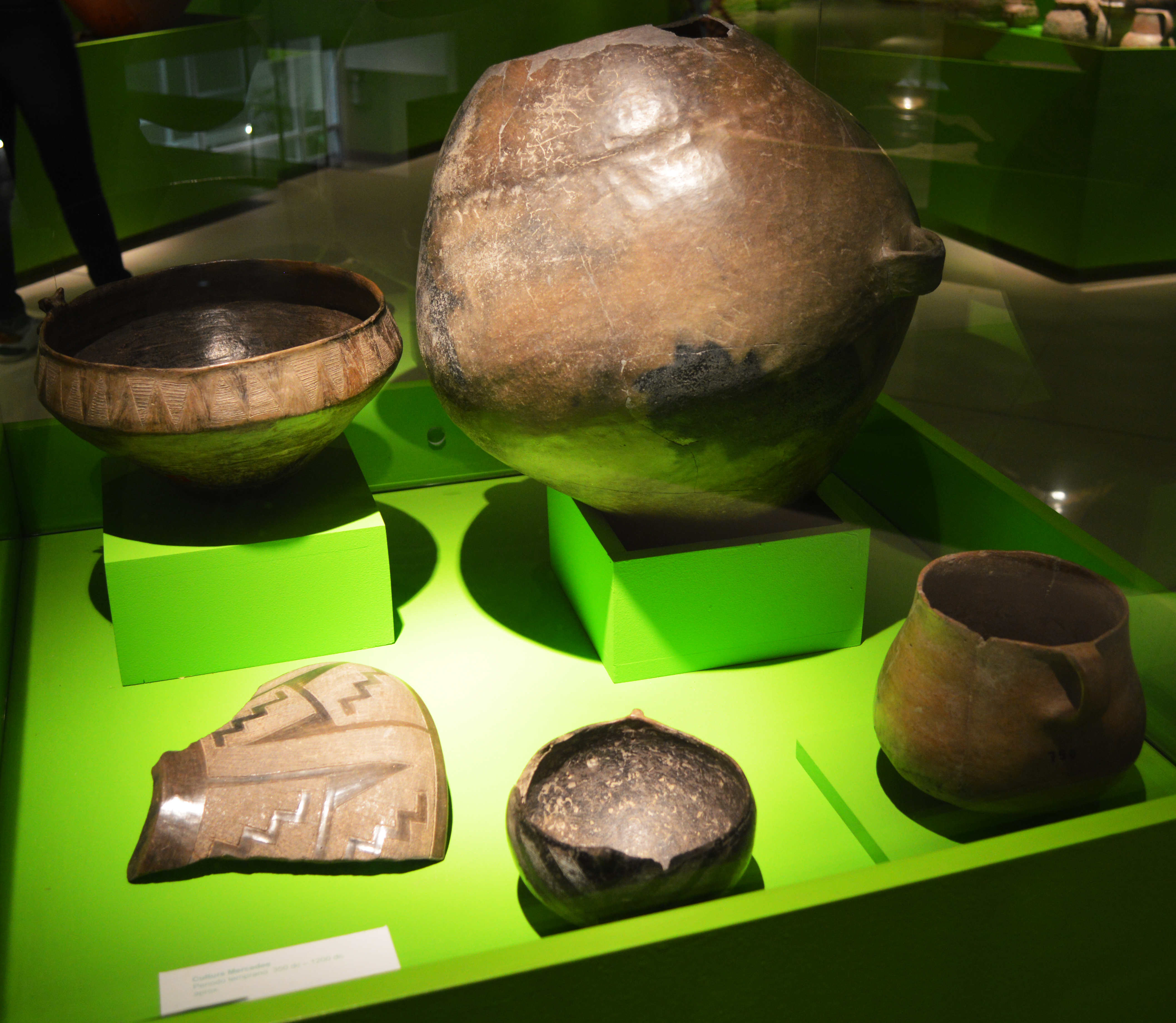
Cultura Mercedes. Período temprano (350 a.C. al 1200).
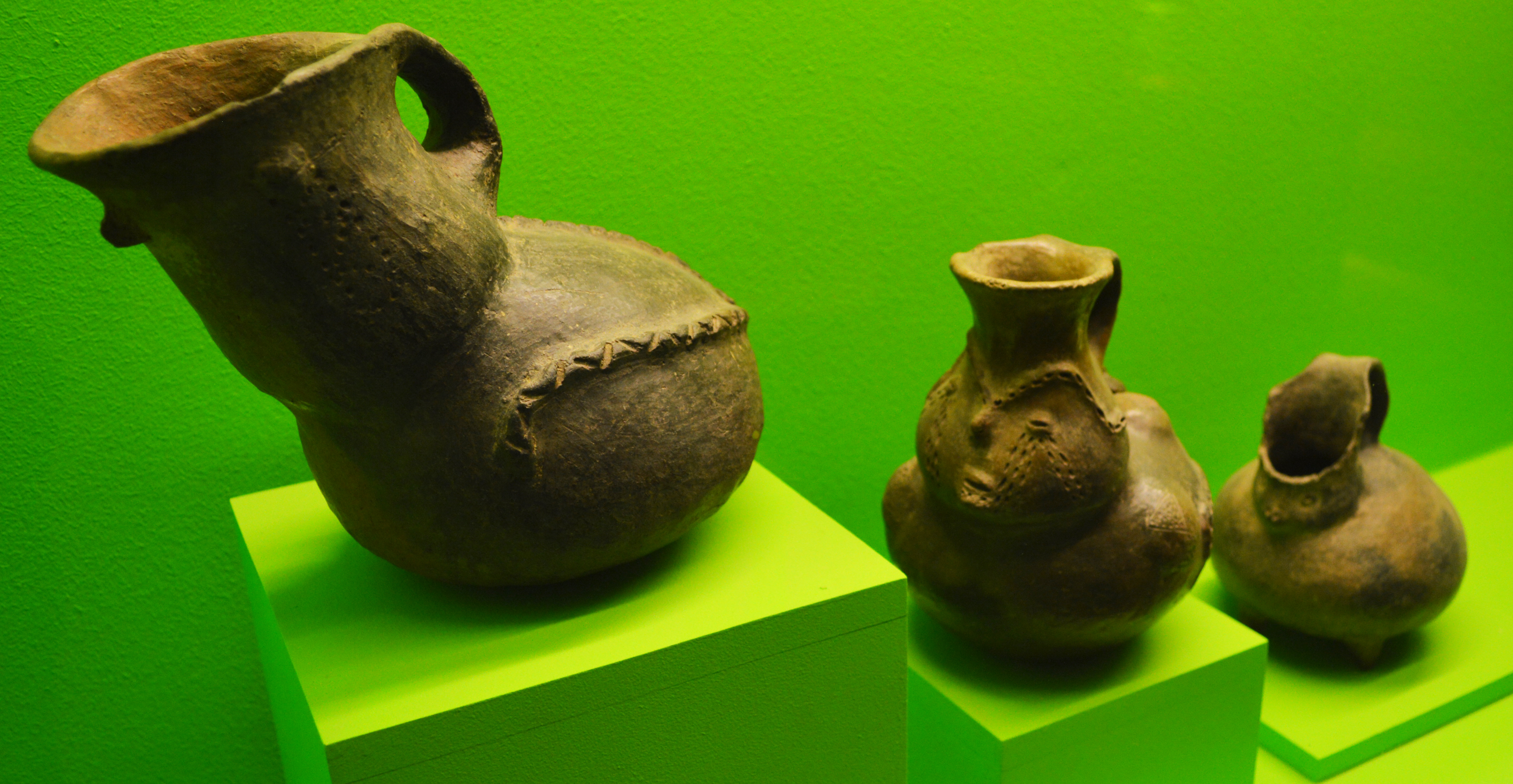
Vasos escultóricos de uso ceremonial. Cultura Candelaria. Período temprano (250 a.C. al 800).
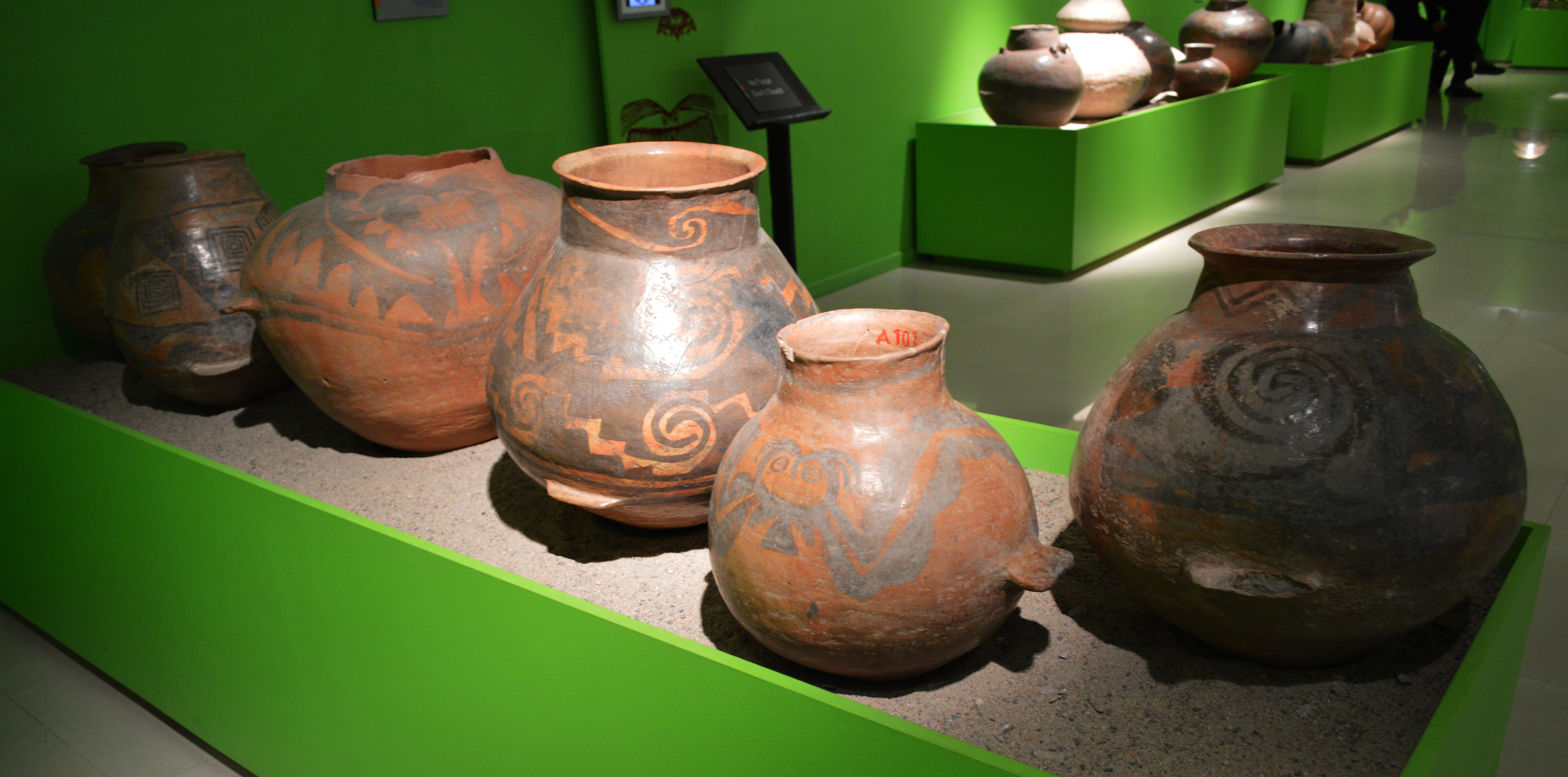
Conjunto de urnas funerarias pintadas en dos colores: rojo y negro. Cultura Sunchituyoj. Período medio (900 al 1400).
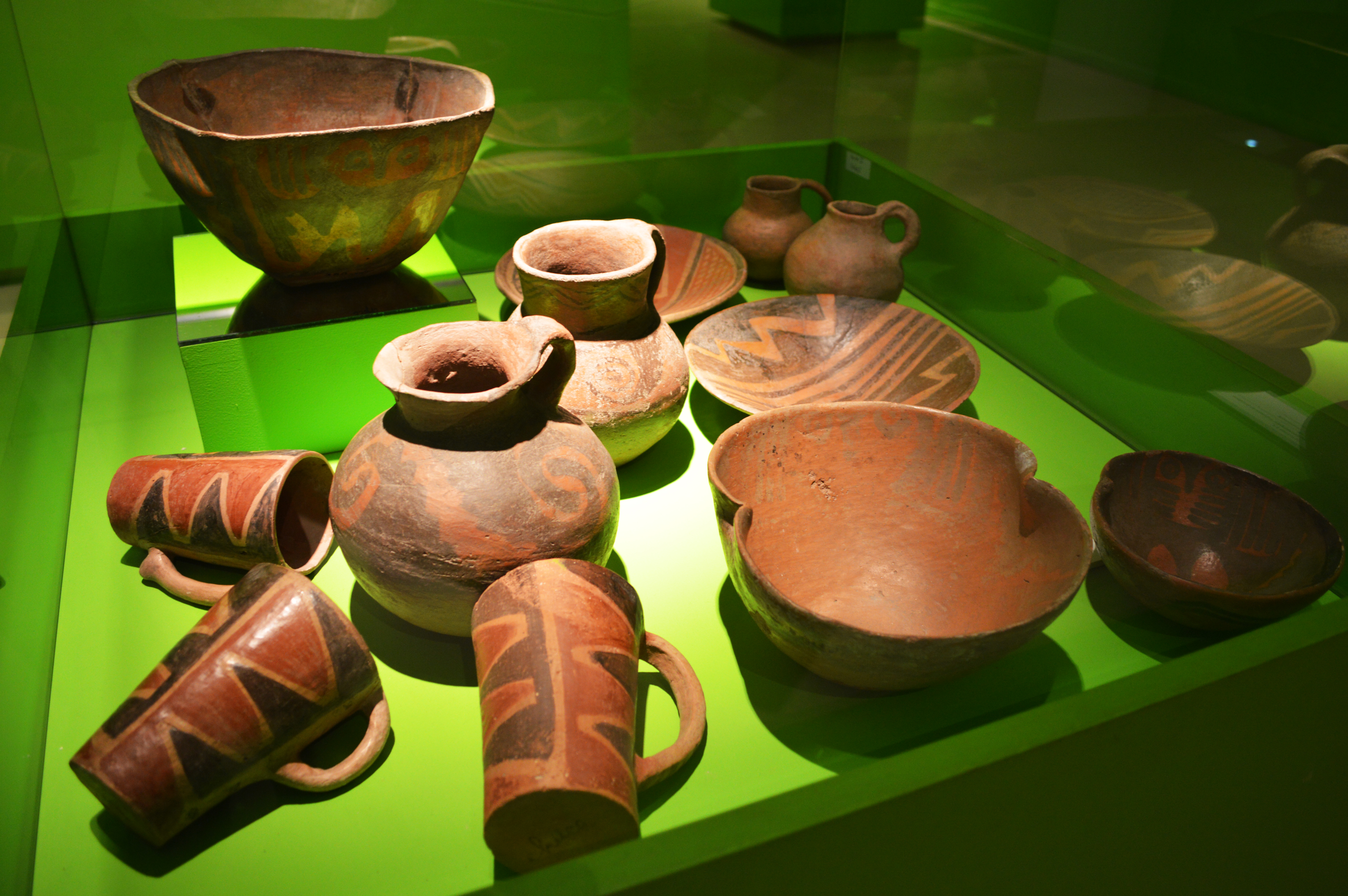
Cerámica ornamentada de uso ceremonial. Cultura Sunchituyoj y Averías. Período medio y tardío (900 al 1600).
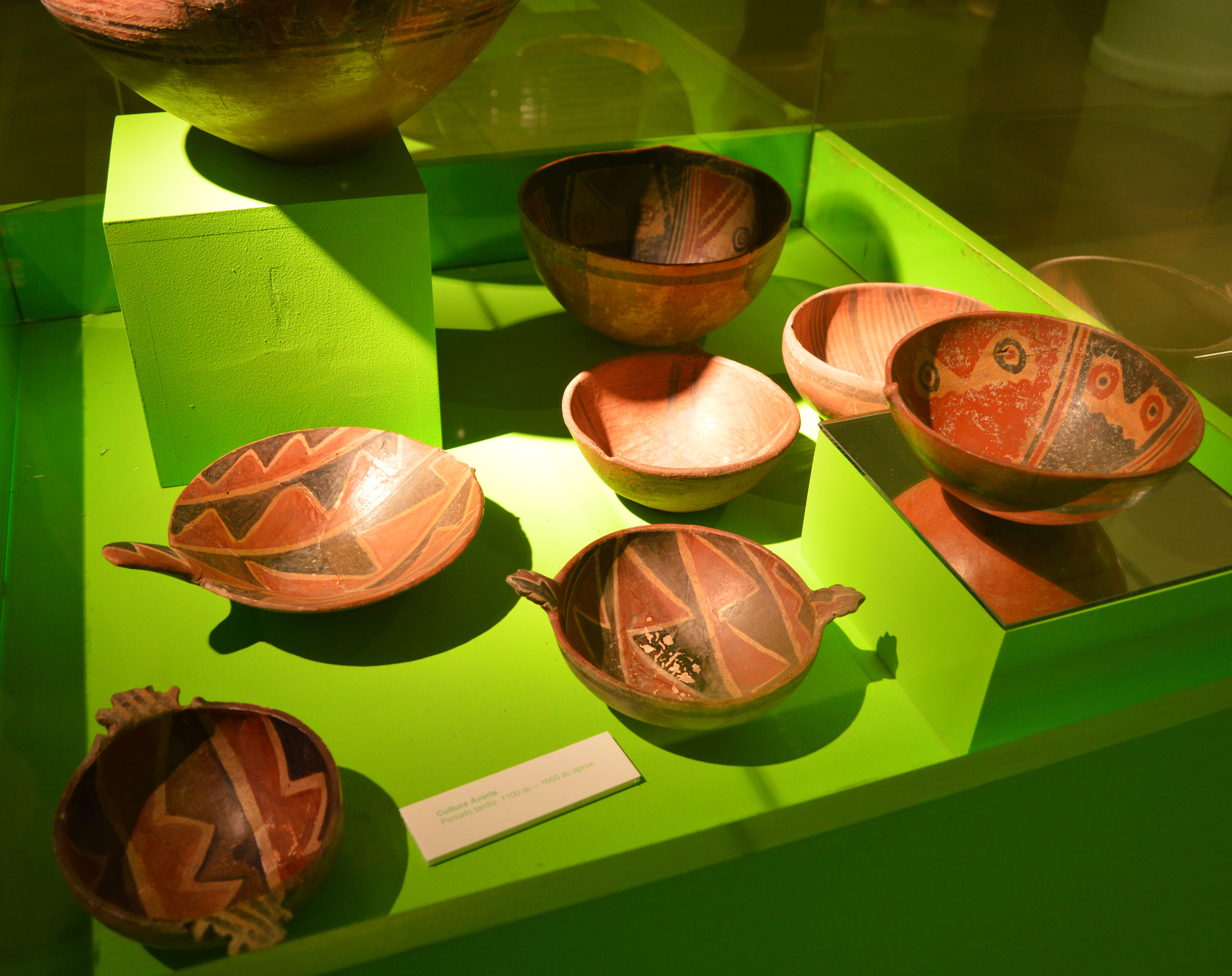
Cultura Averías. Período Tardío (1100 al 1600).

### Teoría de la Civilización Chaco-Santiagueña
Esta teoría fue formulada por los investigadores franceses radicados en Santiago del Estero, Emilio y Duncan Wagner. Según la misma, habría existido muchos siglos antes de la llegada de los españoles una civilización mucho más avanzada que la que mostraban los indígenas que los recibieron, e incluso a la de otras tribus del Chaco. La denominaron el "Imperio de las llanuras". La investigación de los hermanos Wagner quedó plasmada en la obra "La Civilización Chaco Santiagueña", publicada en 1932.
Los descubrimientos arqueológicos de los hermanos Wagner fueron realizados principalmente en la zona del río Salado y consistieron en avenidas de construcciones tumuliformes. Las excavaciones llevadas a cabo de esos montículos suministraron piezas de alfarería ricamente decoradas. Entre las conclusiones de los mismos, determinaron que los hombres de esa civilización eran caucásicos, tenían barba, nariz aguileña y sus ojos algo horizontales. Eran sedentarios, pastores, agricultores, tejedores habilidosos, alfareros y con una civilización avanzada. Esta población habría existido antes de Cristo.
Los instrumentos musicales hallados, de hueso y arcilla, demuestran que se trataba de un pueblo que gustaba mucho de la música. Las fusaiolas encontradas indican que las mujeres tejían sus finas telas de muchos colores. Los restos de estos antiguos habitantes fueron encontrados en urnas funerarias. Rendían culto a la divinidad trinitaria antropo-ornito-ofídica (hombre-pájaro-serpiente) y fabricaban estatuillas de barro de estas para la adoración.
Hubo alguna exageración por parte de los hermanos franceses al sostener que la Civilización Chaco Santiagueña era milenaria, anterior al español y también al inca, aspecto que fue unánimemente objetado. También sostuvieron que la civilización fue llevada desde las llanuras hacia las montañas, cuando los investigadores de entonces proclamaban lo contrario. Se les cuestionó la estrategia de divulgación y de aproximación al mundo no especializado a través de periódicos. Es por esto que en lugar de analizar y profundizar sus teorías, ciertos investigadores apuntaron a tratar de lapidar a los Wagner y que se olvidaran sus descubrimientos. Sin embargo, sus estudios sentaron las bases de las investigaciones y teorías que posteriormente se formularon y demostraron a lo largo del siglo XX.

## SigloXVI

### Descubrimiento de los indígenas

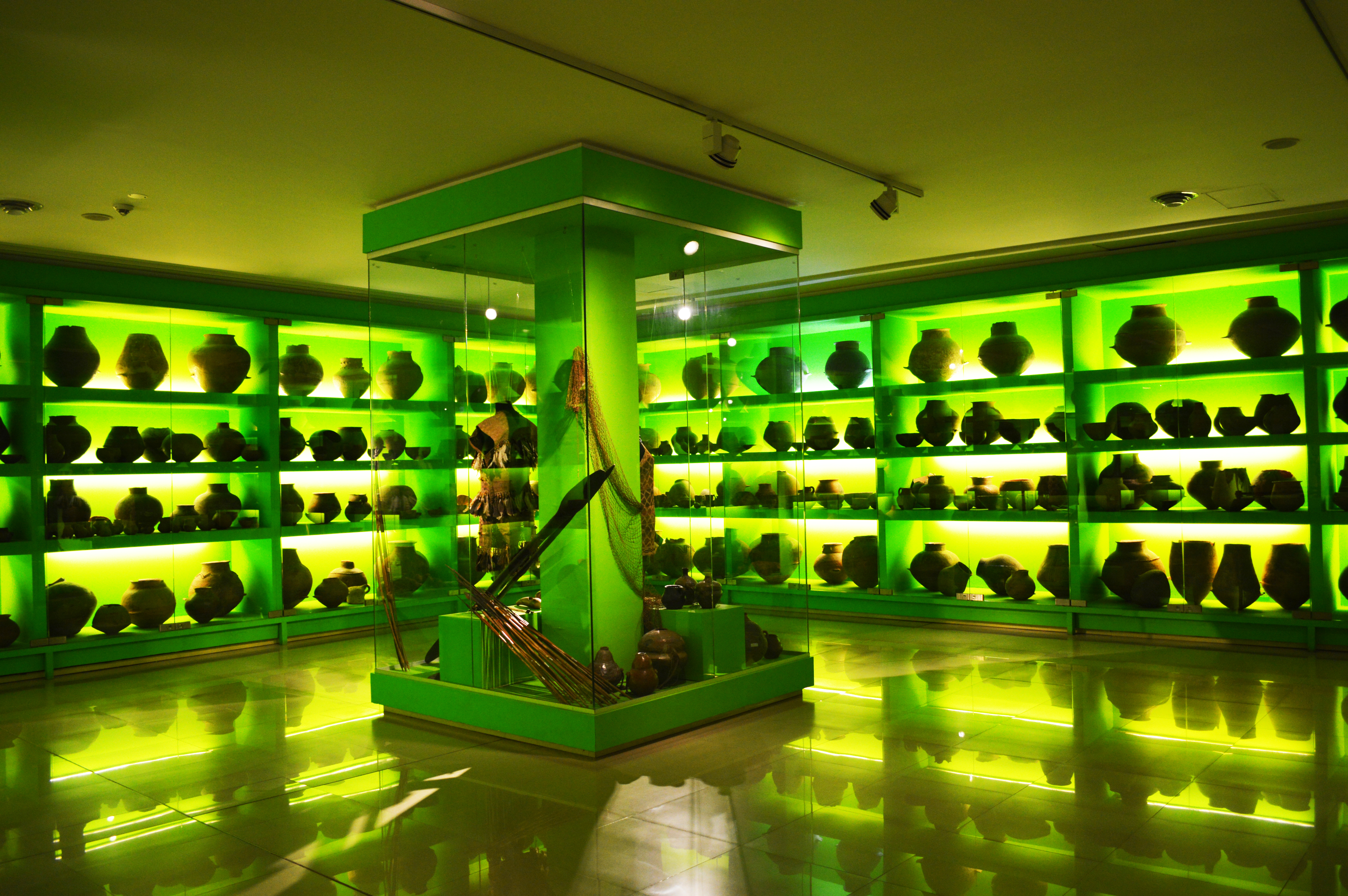
Alfarería elaborada por indígenas del chaco santiagueño. Museo de Ciencias Antropológicas "Emilio y Duncan Wagner", Centro Cultural del Bicentenario, Santiago del Estero.

Cuando los españoles llegaron a la actual Provincia de Santiago del Estero, a mediados del siglo XVI, existían en dicho territorio numerosas comunidades indígenas. Entre ellas, encontraron a los lules, los vilelas, los tonocotés, los diaguitas, los abipones, los mocovíes, los guaycurúes y los sanavirones. Estaban ubicados principalmente a la vera de los dos principales ríos de la provincia, el Dulce y el Salado.
Con el nombre de Juríes designaron a los indígenas que habitaban a lo largo del río Dulce o del Estero. Este curso de agua fue más poblado que el Salado, donde había centenares de aldeas a lo largo del río. Algunas eran hasta unifamiliar, mientras que otras como las diaguitas o cacanas Soconcho y Manogasta, eran grandes y despertaron pronto la codicia de los propios gobernadores, que tomaron esos pueblos en encomiendas para sí.
Hacia 1582 la lengua general que se hablaba era la diaguita, pero también las lenguas tonocoté, indamás, sanavirona y comechingona. Cinco o seis pueblos del Dulce hablaban tonocoté y el resto había aprendido el idioma del Cuzco, el quichua. Se sostuvo que el traslado de la reducción de Matará al río Salado contribuyó a la confusión de que se creyera que los tonocotés y los juríes eran la misma tribu.

### Características de los indígenas del Chaco santiagueño

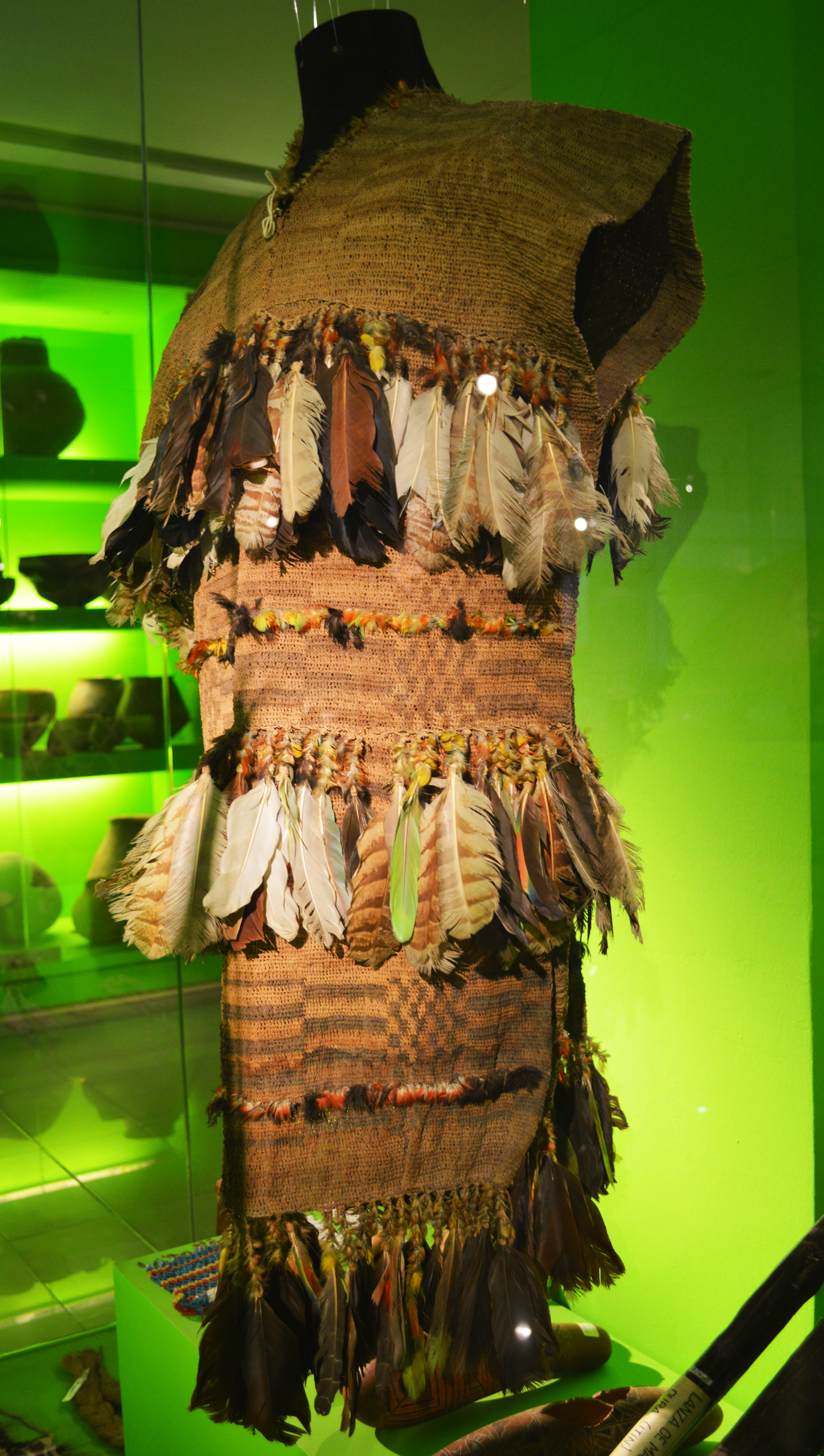
Vestimenta femenina indígena elaborada con fibra de chaguar. Museo de Ciencias Antropológicas "Emilio y Duncan Wagner", Centro Cultural del Bicentenario, Santiago del Estero.

Los indígenas que habitaban el Chaco santiagueño eran nómades, se caracterizaban por cambiar continuamente de lugar, no se asentaban ni echaban raíces en ningún territorio fijo, y sin que estas migraciones afectaran o modificaran su estructura social. Es por esto que el indígena no tenía un paraje que sintiera como suyo. Se dedicaban a la pesca, la caza y la agricultura. Cuando levantaban la cosecha o se acababa la caza emigraban a otras zonas.
Sin embargo, y no obstante su condición de nómade, el aborigen defendió sus territorios a lo largo de los siglos. Viéndose asediado, combatió a quienes osaban internarse en sus regiones. Cuando atacaban el cacique iba al frente. Por lo general se lanzaba una primera ola de combatientes y quedaba atrás una pequeña reserva para ser utilizada donde fuera necesario. Eran valerosos, un adversario de cuidado; enfrentaron primero al conquistador español y luego al soldado argentino. Lo hacían con flechas, boleadoras y lanzas y posteriormente con espada, arcabuz, mosquete y por último con fusil. Si eran vencidos, se desbandaban y se perdían en el bosque, que conocían muy bien y donde eran difícil seguirlos. Luego se reagrupaban.
Cada tanto cuando sufrían hambre, los indígenas cruzaban el río Salado y asolaban las localidades ribereñas, robaban bienes, cosechas y animales, incendiaban, secuestraban mujeres y niños o mataban; cometían toda clase de atrocidades y depredaciones. Cuando atacaban en malón, como conocían el terreno y su velocidad para desplazarse, el daño que infligían era muy grande.
El hombre procuraba el sustento de los suyos, dedicándose a la caza. El indígena hábil cazaba el avestruz con un solo tiro de boleadoras, al que previamente se le acercaba muy lentamente arrastrándose entre los pastizales. A las aves asentadas en los árboles, las cazaba con flechas. Al puma lo enfrentaba con su lanza y el cuchillo. En los bañados se sumergía camuflado con camalote y cazaba a los patos agarrándolos de las patas. La pesca era efectuada a flechazos o lanzazos.
La indígena de la región chaqueña era más agraciada que las patagónicas. Tejían prendas, fabricaban las redes para la pesca, las hamacas, los bolsos para acarrear a sus hijos pequeños, lavaban la ropa, cocinaban, fabricaban las piezas de alfarería, transportaban los toldos, etc.
Los aborígenes fueron monógamos, pero esta situación se alteraba cuando mujeres blancas raptadas eran llevadas a la tribu. Las mujeres blancas también engendraban hijos de los indígenas, y luego estos crecían sin distingos del origen de su madre.
Su religión era dualista, creían que existía un espíritu bueno y otro malo.

### Principales tribus

#### Lules
Los lules estaban perfectamente localizados, eran gente nómade, vivían de la caza y del pillaje que ejercitaban sobre sus vecinos tonocotés. Según algunas referencias históricas, de no haber mediado la conquista de los españoles, los lules habrían exterminado a sus vecinos. Se dice que los lules comían carne humana, guardaban cabelleras como trofeos de guerra y utilizaban flechas envenenadas. En sus incursiones, tomaban como prisioneros a sus enemigos, a los que luego conducían a sus aldeas, para hacerlos engordar y posteriormente comérselos.
Ocupaban el sur de la actual Provincia de Salta, la parte occidental de la Provincia del Chaco, parte de la Provincia de Tucumán y la región norte del río Salado en Santiago del Estero. Esta nación se confederó con otras tribus o naciones, para hacer frente a los españoles. Una de las tribus aliadas fueron los omaguacas, guiados por el cacique Viltipico (o Viltipoco). También lo hicieron con los mocovíes y los abipones para atacar las poblaciones españolas y sus amigos aborígenes de los ríos Dulce y Salado.

#### Vilelas
Los vilelas aparecieron recién en las crónicas españolas luego de la expedición al Chaco del gobernador Ángel de Peredo, a mediados del siglo XVII. Probablemente fueron de la misma familia de los Lules, que no emigraron hacia el sudoeste.
Eran altos y delgados. Los hombres andaban desnudos o usaban una especie de pollera de plumas de avestruz y las mujeres se cubrían con una especie de delantal tejido con fibra gruesa de chaguar. Usaban el pelo largo y sólo se lo cortaban en caso de luto o de enfermedad. Se perforaban las orejas para colgarse de ellas hilos de diversos colores. En las celebraciones, los hombres se pintaban el cuerpo con manchas como el tigre y las mujeres se coloreaban la cara de rojo y negro.
Eran nómades y vivían de la caza, de la pesca y de la recolección de frutos y raíces silvestres. Cazaban principalmente el pecarí o chancho del monte, del que utilizaban la carne y el cuero y recolectaban en especial la algarroba que les servía de alimento y con la que fabricaban una bebida fermentada llamada chicha. También recogían de los árboles la miel silvestre o "miel de palo" que les era útil no sólo como alimento, sino para elaborar el guarapo, bebida embriagadora. Sus armas eran el arco, la flecha, la lanza y la macana. Eran de carácter alegre, cantaban y bailaban con frecuencia. Realizaban fiestas y ceremonias en las que bebían copiosamente hasta emborracharse.
La lengua de los lules y vilelas eran similares, de fonética sencilla y con acentuación por lo general aguda. De espíritu aguerrido, fueron repartidos en grupo a la llegada de los españoles, u organizados en reducciones, con el objeto de catequizarlos e iniciarlos en el trabajo de la tierra y de las artesanías.

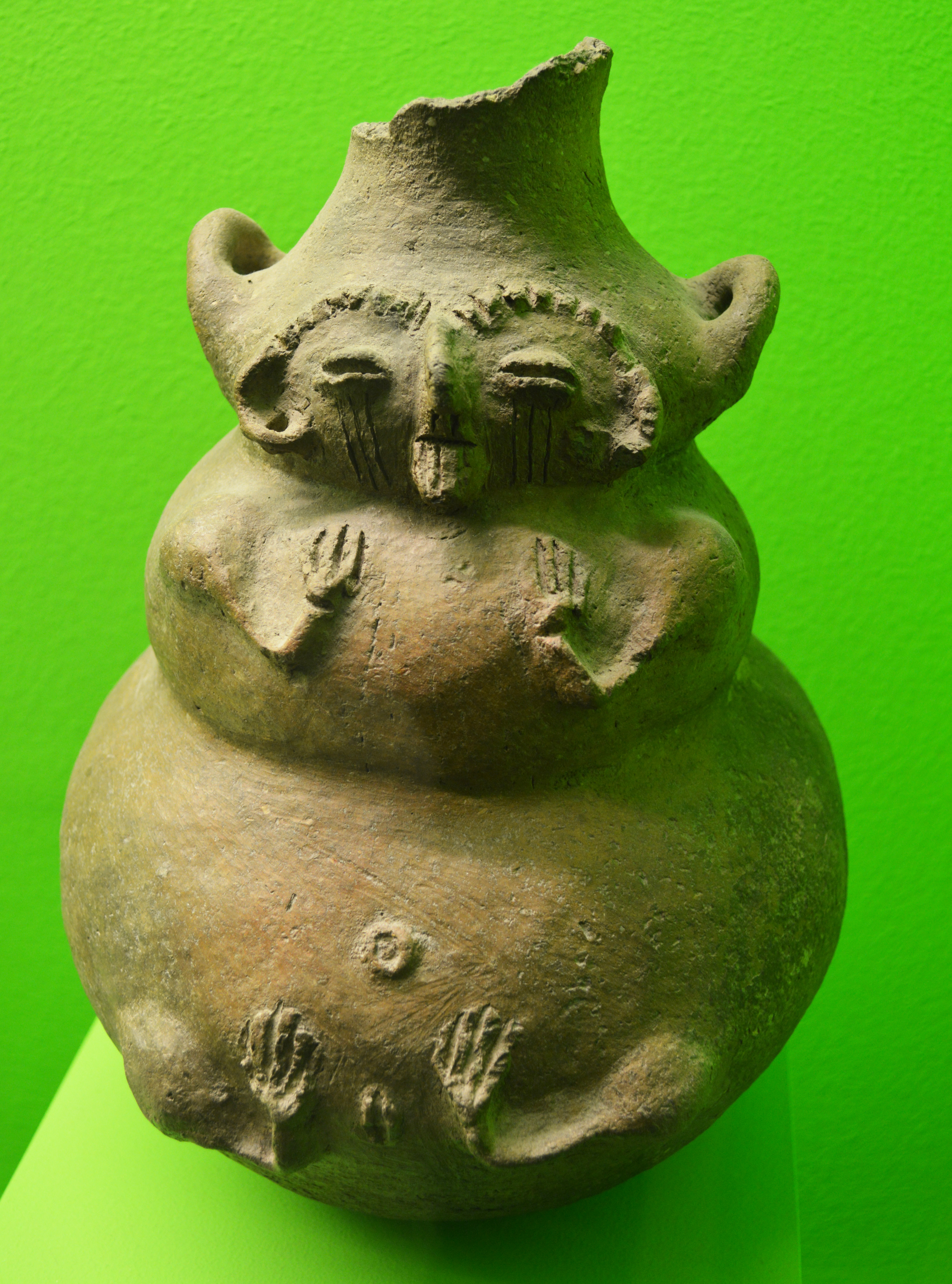
Vaso escultórico ceremonial. Los diaguitas fueron una de las culturas intrusivas provenientes de las actuales provincias de Tucumán y Salta.

#### Diaguitas
La zona de los Diaguitas tuvo por encuadre geográfico el sudoeste de Salta, Catamarca, oeste de Tucumán, la Rioja, norte de San Juan y en Santiago del Estero desde el río Dulce hasta las Sierras de Guasayán, geografía que posibilitó el asentamiento de numerosas comunidades que ocupaban quebradas, oasis, bosques y bañados. Estos sufrieron la expansión y penetración de los incas a partir del año 1480 y posteriormente desde 1536 de los españoles.
La cultura de los Diaguitas, por naturaleza, fue la que alcanzó mayor desarrollo y complejidad en el territorio argentino. Tuvo una elevada organización socioeconómica, aspecto que llevó a una intensa dinámica a ese pueblo sedentario, agricultor y recolector que practicó además la caza. Una actitud positiva les permitió relaciones y contactos con otros pueblos; el comercio o trueque alcanzó gran importancia.
El elemento común fue su idioma: el cacá o cacán. Sus creencias los llevaron a adorar el sol, el trueno y el relámpago. Celebraban ritos sobre la fertilidad de los campos y tenían por madre a la Pachamama, a quien ofrecían sacrificios, igualmente a la lluvia por ser factor decisivo en sus vidas. El culto de los muertos fue importante lo que se testimonia en una elaborada funebría y numerosos cementerios. En sus vidas cotidianas existían tres actitudes: susbsistencia, defensa y comunicación, consecuencia de un largo desarrollo cultural.
Habitaron la región ubicada al oeste del río Dulce, hacia las serranías y precordillera. Se unieron con los lules y juntos oprimieron y apremiaron a los tonocotés, aliados a los conquistadores, con persecuciones y ataques.

#### Mocovíes

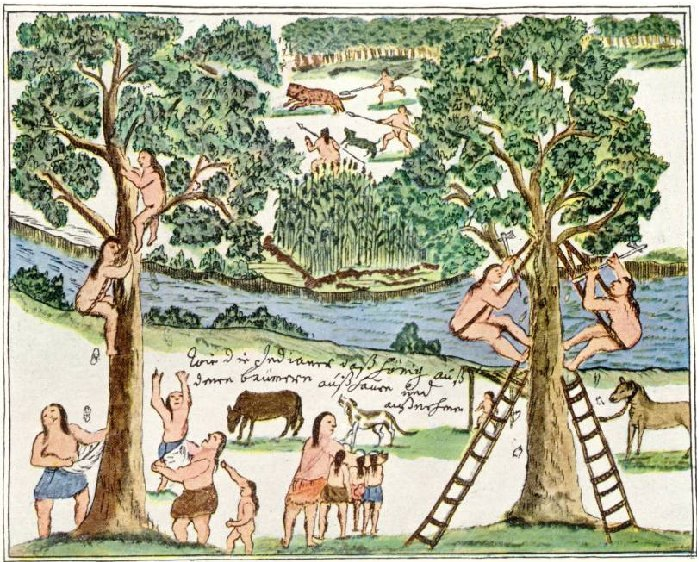
Indígenas mocovíes recolectando miel de los árboles del bosque. Detrás de ellos el río Salado, una plantación de maíz y una escena de cacería. Representación de Florián Paucke.

Esta parcialidad de la familia de los Guaycurúes, muy numerosa por cierto en el siglo XVIII. Se ubicaban al oeste del sitio ocupado por los abipones, entre estos y los Lules sobre los márgenes del Río Bermejo, extendiéndose luego desde el norte hacia el sur, hasta la zona norte de Santa Fe. Desde el siglo XVII hasta mediados del siglo siguiente, migraron del norte hacia el sur debido a la introducción del caballo.
Físicamente los mocovíes eran y son muy parecidos a los tobas; musculosos y de estatura promedio 1,64 m. Acostumbraban a horadarse los lóbulos de las orejas. Allí ostentaban adornos diversos, gustando también de adornos labiales o “tambetá”. 
Algunas costumbres de los antiguos mocovíes eran por ejemplo la cacería de los pecaríes, los cuales eran acorralados con la ayuda de los perros y luego ultimados a golpes de macana. Las armas utilizadas para la caza eran por lo general el arco y la flecha, además la lanza y la macana. La caza se efectuaba en forma individual o colectiva y no tenía una época determinada. En toda familia había un individuo dedicado a esta actividad. También recogían grandes cantidades de langostas que les servían de alimento, ya sea tostadas al fuego o cocinadas en una olla con un poco de agua. La pesca ocupaba un lugar importante en la economía. Eran pueblos que vivían también, de la recolección de frutos como la del algarrobo y que disputaban entre sí la zona de caza y pesca.
La alfarería estaba difundida; las mujeres, generalmente, eran las encargadas de esta tarea. Empleaban el procedimiento del rodete en espiral, fabricaban piezas de forma subglobular de amplio cuerpo y cuello estrecho, con dos asas pequeñas por donde pasaba el hilo que servía de sostén.
En cuanto al armazón de sus viviendas consistían tradicionalmente en ramas enconadas que se cubrían con paja dejando un espacio abierto para la entrada. Posteriormente se adopta, tal vez por vía de préstamo, el caballete como elemento principal sobre el cual se asentaban el ramaje o la paja. La altura máxima de estas viviendas no alcanzaba 1,80 m. La cama era un cuero tendido en el suelo.
Los mocovíes admitían la existencia de un ser supremo, pero a esta divinidad no se le rendía ningún culto. La religión estaba dominada por las ideas del animismo y la magia. Todos los seres o cosas de la naturaleza poseen alma o están animadas por un espíritu que es concebido con capacidad de acción y con móviles humanos. No le rendían culto a los fenómenos naturales ni a los astros. Solo llegaron a personificarlos y atribuirles poderes benéficos o maléficos para el hombre.
Era un pueblo guerrero, que supo aprovechar del caballo traído por los españoles para atacar sus ciudades. La llegada de los jesuitas implicó un gran cambio para ellos; los incorporaron a sus reducciones y los pacificaron.

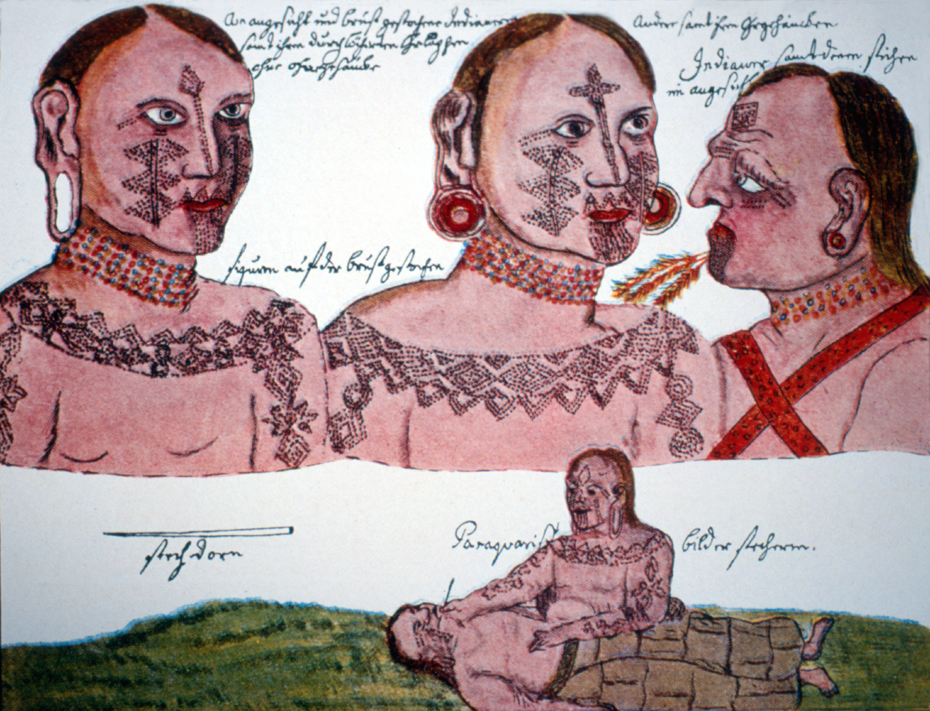
Abipones pintados. Representación de Martín Dobrizhoffer.

#### Abipones

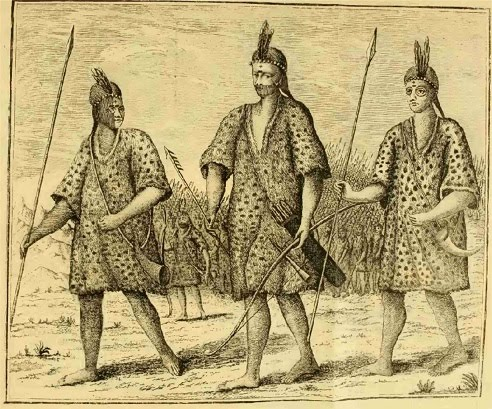
Guerreros Abipones

En el área de los Guaycurúes y Sanavirones se encontraban también los Abipones, originarios de la costa del río Bermejo. Eran nómades y aguerridos. Se alimentaban de los productos de la caza, la pesca y la recolección, especialmente de algarroba y miel. Comían carne cruda y se emborrachaban con aloja y guarapo. Eran altos y bien formados. Su nombre proviene de avapone, que quiere decir "hombre hediondo", mote asignado por los Chiriguanos, pueblo que sometió a los Matacos. Los aliados de los Abipones fueron los Mocovíes que originariamente vivían en las fronteras de Tucumán, pero cuando adoptaron el caballo atacaban permanentemente las ciudades. Santiago del Estero sufrió sus devastadores malones.
Los abipones formaban parte de la familia de los guaycurúes junto a los mocovíes y los tobas y hablaban el tonocoté. Vivían en estado primitivo, solían andar desnudos y de a pie hasta que descubrieron el caballo, tras lo cual fueron diestros jinetes. Se rapaban al cabeza desde la frente, dejándose una trenza hacia atrás. Eran belicosos, buenos guerreros y pródigos en derramamiento de sangre. Comían carne cruda, en especial de tigre, para encarnar su valor y fuerza. Eran una de las naciones más bárbaras del mundo, sanguinarios, continuamente en guerra con vecinos y a los que mataban se los comían. Los enemigos que capturaban vivos, los engordaban como ganado y después se los comían.
Una costumbre que se les adjudica es que los hombres tenían una ceremonia de iniciación, en la que debían atravesar su miembro viril con una herida o una espina grande en demostración de su hombría y se untaban el cuerpo con sangre de la lengua para ir a la guerra. Los abipones, aliados con los mocovíes, atacaban permanentemente a las poblaciones santiagueñas.
En territorio del Chaco fue fundada en el siglo XVII la primera reducción de estos indígenas, que luego en el siglo siguiente fue trasladada a orillas del río Dulce, cerca de la actual Sumampa, con el nombre de Purísima Concepción de la Nueva Reducción de los Abipones.

#### Tonocotés

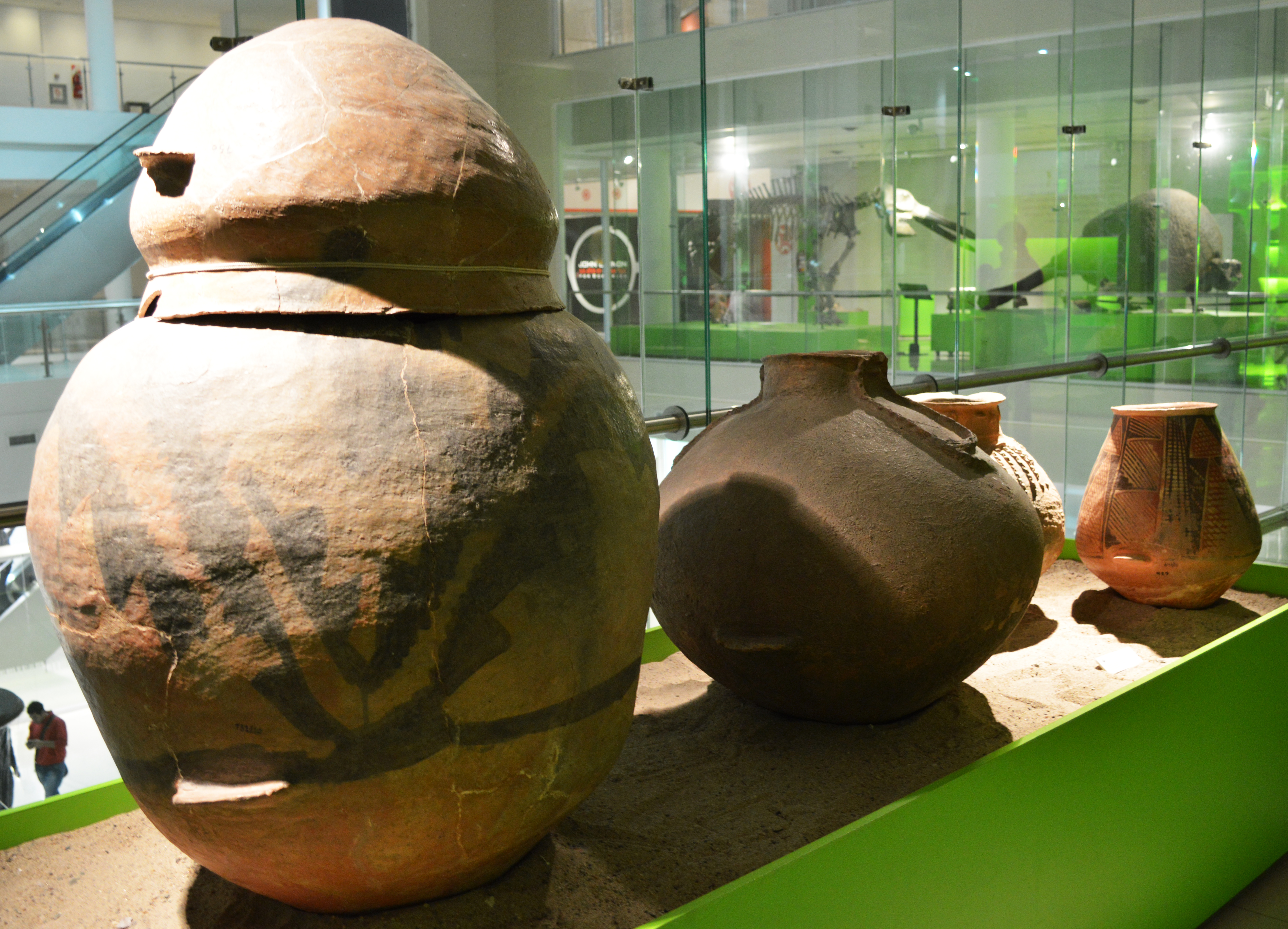
Los aborígenes enterraban a sus muertos en urnas de gran tamaño (entierro directo o primario) y luego de producido el descarne depositaban los huesos en otras más pequeñas (entierro secundario). Las urnas funerarias las decoraban con dibujos e incisiones.

Los tonocotés vivían generalmente en pequeños pueblos situados en las orillas de los ríos Dulce y Salado, o en la cercanía de ellos, y se extendían por el Chaco hasta el Bermejo.
Eran de altura craneal mediana, de cara ancha y corta, de nariz mediana, y una altura media de 1,60 m Eran sedentarios, bajos, robustos y de cultura media. Por lo general eran pacíficos, pero al ser permanentemente hostigados por los lules y otras tribus belicosas, debían defenderse, para lo cual utilizaban puntas de flecha con ponzoña.
Si bien no tenían gobierno civil, en cada tierra había un cacique, a quien respetaban y reverenciaban. Como buenos servidores, fueron llevados por los españoles a servir en las distintas ciudades que fundaron. Eran agricultores y recolectores, sembraban dos veces al año, especialmente maíz, zapallo y porotos. Para sembrar aprovechaban el limo que los ríos dejaban al retroceder luego de las crecientes. Utilizaban el fruto del algarrobo con el que también hacían la bebida alcohólica denominada aloja, y con el maíz elaboraban la chicha, bebida también fuerte y que embriaga con facilidad.
Domesticaban y criaban guanacos y ñandúes. De ellos tomaban la carne, el cuero y las plumas. Para alimentarse también recurrían a la caza de liebres, perdices y distintos tipos de aves. Eran buenos pescadores, lo hacían con redes, con lanzas y cuando había poca agua en las orillas, hasta con las manos. El bosque les proveía de miel, frutas y raíces silvestres, algarroba, mistol, tuna, chañar, yuca, grana y cera.
Los hombres vestían una especie de delantal o pollera de plumas de ñandú sujeta a la cintura, mientras que las mujeres una manta que usaban como las mujeres en Egipto, que fabricaban con fibras de chaguar, lana de llama o piel de guanaco. Sus armas eran las boleadoras, las lanzas, el arco (de gran tamaño) y la flecha, que eran de punta triangulares con ponzoña y fabricadas en piedra o con huesos.
Utilizaban a la perfección la arcilla o barro cocido, eran expertos alfareros y fabricaban diversos tipos de objetos de cerámica: urnas funerarias, recipientes para contener líquidos, instrumentos, estatuillas, cuentas de collares. Estos objetos solían tener formas de animales, de aves o de seres humanos en coloración blanca, negra, rojiza y ocre. Las mujeres eran hábiles hilanderas y tejedoras de fibras vegetales y lanas. Con sus telares fabricaban tapices, colchas, fajas, bolsos, etc.
Sus chozas estaban emplazadas sobre túmulos, la mayoría artificiales, para que el agua de río no las afectara. Muchas viviendas estaban cercadas en su conjunto por empalizadas defensivas. Las viviendas estaban agrupadas en aldeas. No tenían relaciones amistosas con los diaguitas, ni con los lules, quienes los hostigaban permanentemente.

#### Guaycurúes

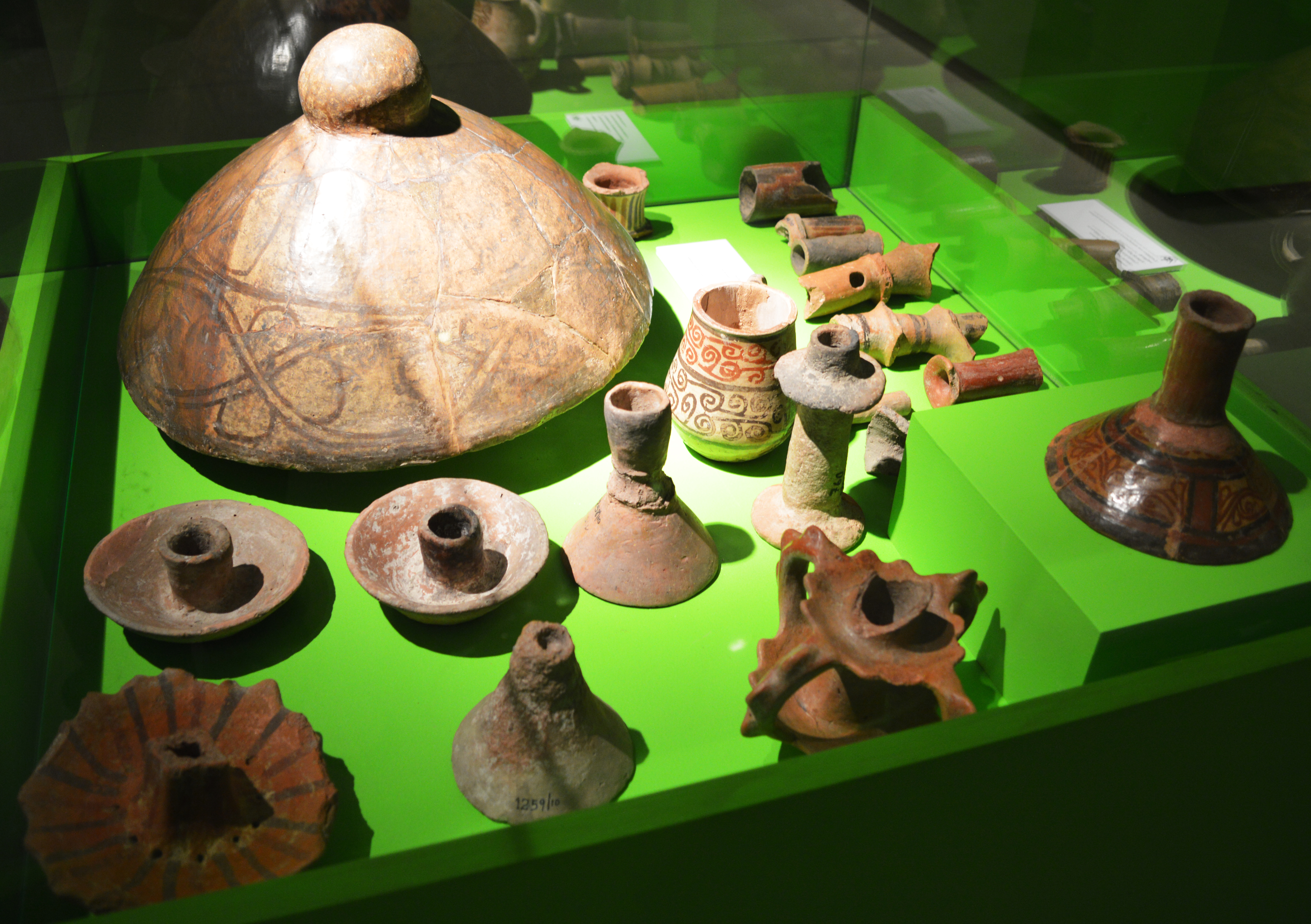
Cerámica con manufactura y ornamentación del período hispano-indígena: tapa de pila bautismal, candeleros, fragmentos de candeleros y jarras.

Los Guaycurúes eran una extensa familia compuesta por una serie de pueblos que habitaron en la inmensidad del Chaco con penetración en el noreste santiagueño.
En los primeros tiempos hispánicos los Guaycurúes fueron conocidos como los frentones, dada la costumbre que tenían de raparse la parte anterior de la cabeza, dando así la falsa impresión de tener una frente más grande. Eran altos y de fuerte complexión, de ojos más bien pequeños y negros, de pelo liso y nariz larga y aguileña.
A principios del siglo XVII adoptaron el caballo y comenzaron una vida de depredación y pillaje que los llevó a destruir otras poblaciones indígenas, a atacar estancias y ciudades de los españoles. Eran nómades y había entre ellos grupos que se dedicaban a la recolección, a la caza y a la pesca. Recolectaban frutos silvestres y miel, tuna y raíces de plantas. Los métodos de caza eran diversos se la practicaba en forma individual o colectiva, eran muy preciados el ñandú o avestruz y el pecarí o chancho del monte. Cazaban con flechas, lanzas y macanas. Eran monógamos, no así los caciques. Al igual que los abipones practicaban el casamiento por compra.
En el arte realizaban piezas de alfarería de carácter utilitario, practicaban el hilado y tejido, usaban como materia prima la lana de oveja y las fibras de chaguar. Los muertos eran enterrados con todos sus efectos personales e incluso con alimentos y agua. La religiosidad estaba dominada por las ideas de animismo y la magia, sin embargo es evidente la existencia e idea de un alto Dios.

#### Sanavirones

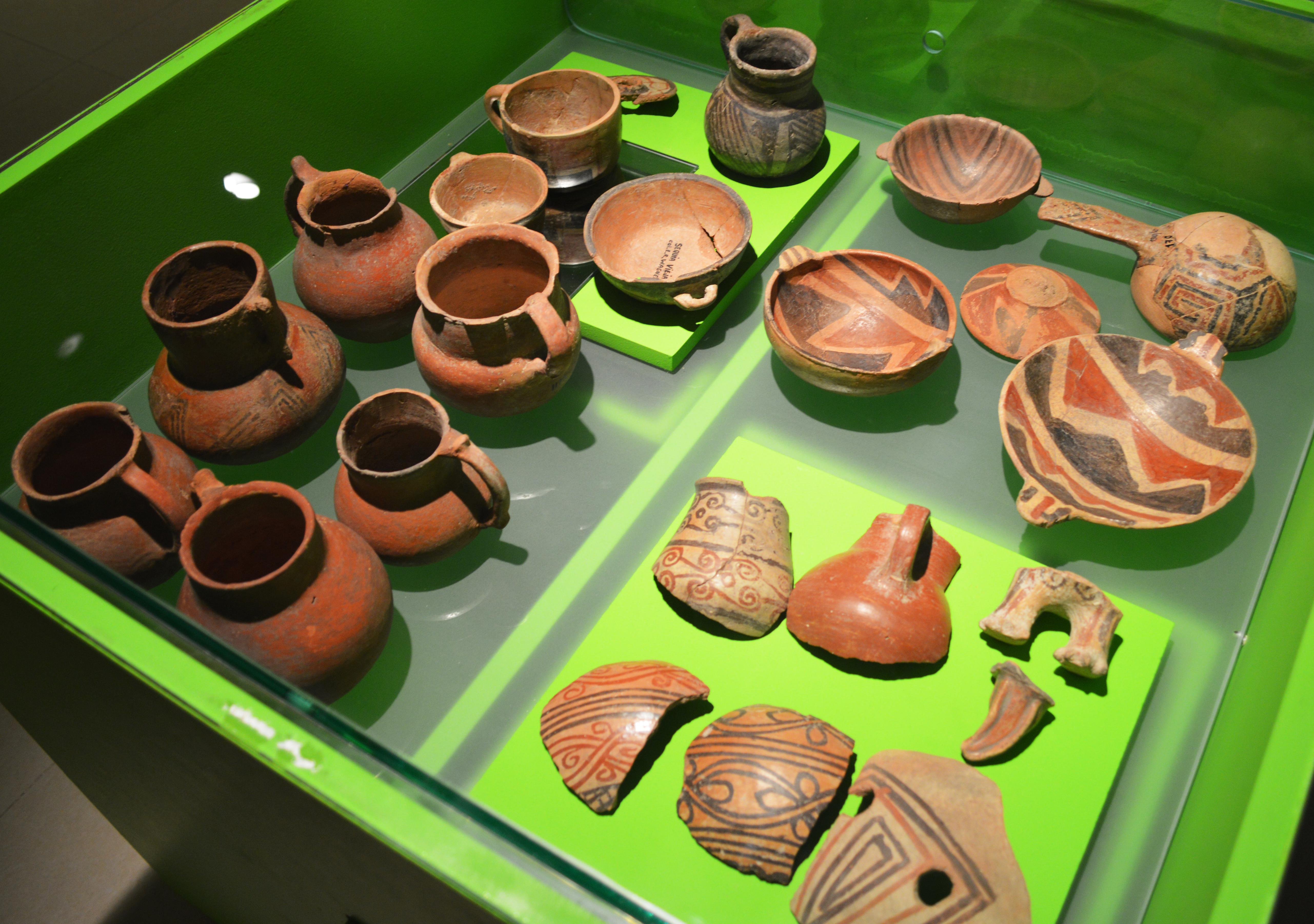
Cerámica del período hispano-indígena.

Los Sanavirones se ubicaban al sur de los Tonocotés, en la zona baja del río Dulce hasta la laguna de Mar Chiquita. Por el norte llegaban hasta el Salado, en la región de la actual Pinto, por el oeste hasta las sierras de Sumampa y por el sur hasta el río Primero, en Córdoba. Su origen era posiblemente húarpido chaqueño, mezclado con grupos brasileños.
Eran sedentarios y agricultores como los Tonocotés. Cultivaban el maíz y frijoles, criaban llamas y avestruces, pescaban, recolectaban el fruto de la algarroba, del mistol y del chañar y cazaban los animales y las aves de la zona.
De estatura mediana, vestían una especie de camisetas y gorros tejidos. Eran buenos alfareros y en la zona que habitaron se encontraron importantes yacimientos arqueológicos con restos de cerámica y petroglifos. Los fragmentos de alfarería muestran distintos tipos de decoración pintada de color negro y gris y grabadas con formas geométricas o impresiones hechas con fibras vegetales tejidas. También fueron encontrados gran número de torteros que revelan el desarrollo de la tejeduría.
Enterraban a sus muertos en urnas funerarias. Vivían en casas grandes que albergaban a varias familias. Estaban semienterradas por la falta de madera para la construcción y para abrigo en el invierno. Se agrupaban en aldeas de hasta 40 chozas rodeadas de arbustos y ramas espinosas para defensa. Sus armas eran el arco, la flecha y la macana. Las puntas de flechas eran de hueso y de piedras triangulares.
Su lengua fue poco estudiada. Sin embargo quedan algunos topónimos originados en la misma, como Sumampa (mampa en lengua sanavirona significa "agua que corre" y su, sería la abreviatura de la voz quichua súmaj que quiere decir "lindo"), Cantamampa, etcétera. También se conoce el significado de otras palabras como sacat: "pueblo" y chavara: "cacique".
Cuando se fundó la ciudad de Santiago del Estero, fueron repartidos en encomiendas entre los vecinos y veinte años después, sucedió lo mismo en la fundación de Córdoba. Como consecuencia del desarraigo y la mestización, desaparecieron con el correr del tiempo.

### Reducciones y encomiendas

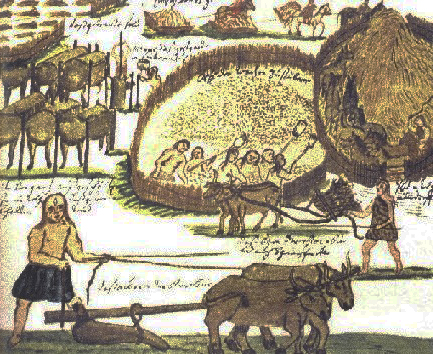
Encomienda de indígenas en el Tucumán. Representación de Florián Paucke.

Para realizar sus asentamientos, los españoles siempre buscaron lugares donde hubiesen aborígenes para que trabajasen para ellos, utilizándolos mediante el sistema de encomiendas. Las ciudades españolas en América fueron levantadas por mano de obra indígena; las casas eran construidas por ellos, eran los siervos de los españoles, cazaban para ellos, les cocinaban y las mujeres eran sus mancebas.
Las encomiendas consistían en la cesión de un grupo de aborígenes a un español para que percibiera y cobrara para sí los tributos que debían aportar los aborígenes mediante su trabajo. A cambio, el encomendero debía cuidarlos, proveerles vestimenta y alimento, enseñarles a trabajar e instruirlos en la fe católica. La Corona Española pretendía con esto que se poblaran y defendieran los territorios conquistados; sin embargo los abusos de los encomenderos fueron numerosos y derivaron en la explotación que diezmó a los indígenas.
La pacificación de los aborígenes se efectuó por medio de las Reducciones, que tenían por objeto atraer a los indígenas a una vida sedentaria y pacífica, agrupándolos en tribus y pueblos. La conquista espiritual tuvo finalidad religiosa y educativa. En la Gobernación del Tucumán había siete reducciones, casi todas sobre el río Salado. Entre ellas se encontraban: la Reducción de Concepción de Abipones, la Reducción de San José de Vilelas y la Reducción de San José de Petacas.
La orden religiosa de la Compañía de Jesús fue la encargada de dichas reducciones. A las mismas se las eximió de todo tributo y no se permitió en ellas ninguna encomienda. Tenían su régimen especial, con un gobierno mixto de misioneros e indígenas, los tres primeros días de la semana trabajaban para el patrimonio común, todo niño era educado a costa del pueblo, no había ni ricos ni pobres, todos vestían de igual manera. Para ausentarse de la reducción, los indígenas necesitaban un permiso especial. No estaba permitido que vivieran allí, por más de tres días, españoles, negro o mulatos. Los aborígenes recibían instrucción religiosa y educación primaria, aprendían música y algún oficio manual. Los jesuitas los bautizaban y les enseñaban el catecismo. También les enseñaban a tallar, esculpir, pintar, tocar instrumentos musicales, etc. Para protegerse de los portugueses y de otros indígenas hostiles, se organizaron milicias indígenas. Así, las reducciones llegaron a tener vida autónoma tanto de las autoridades españolas como de las autoridades eclesiásticas.

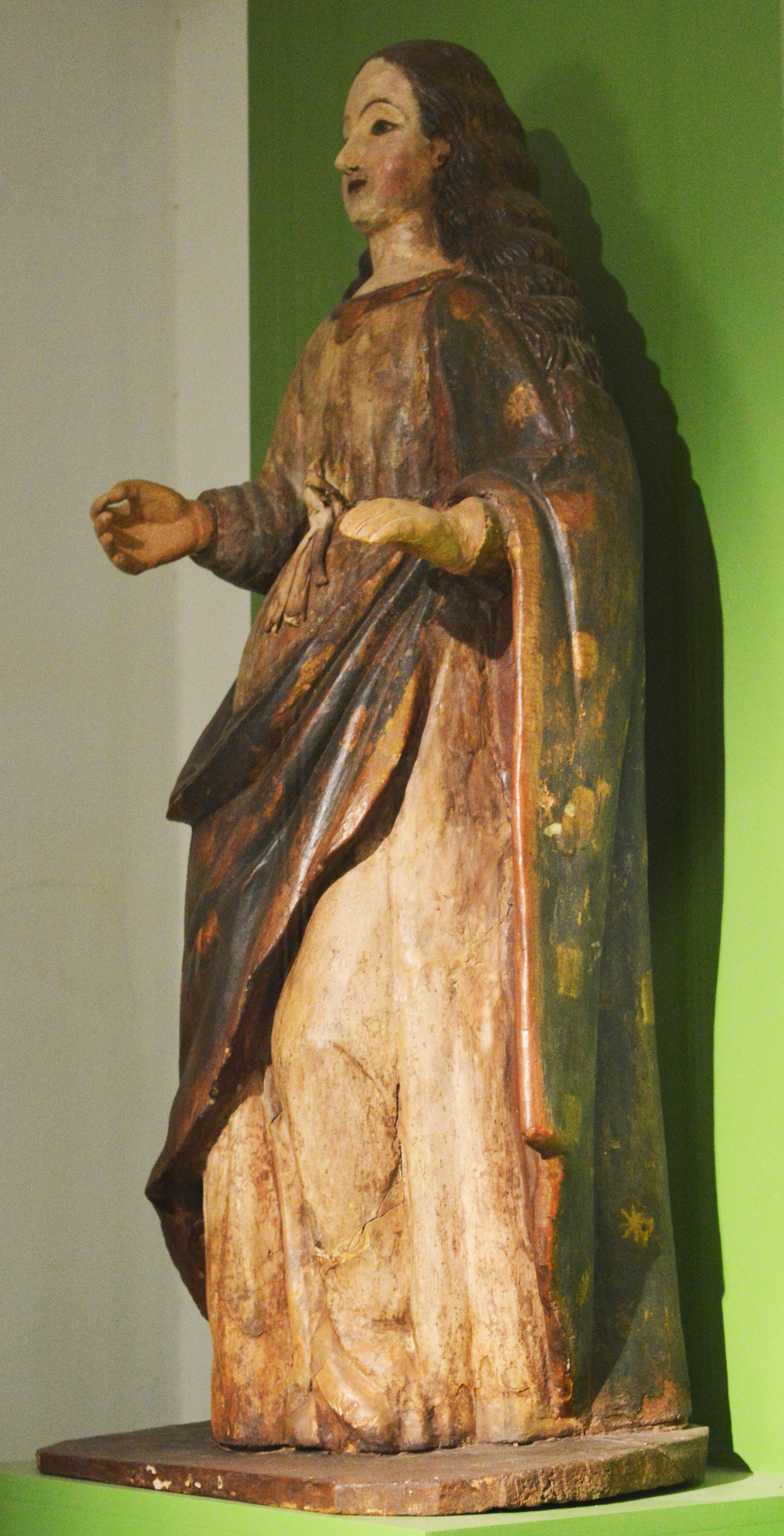
Virgen de Matará.
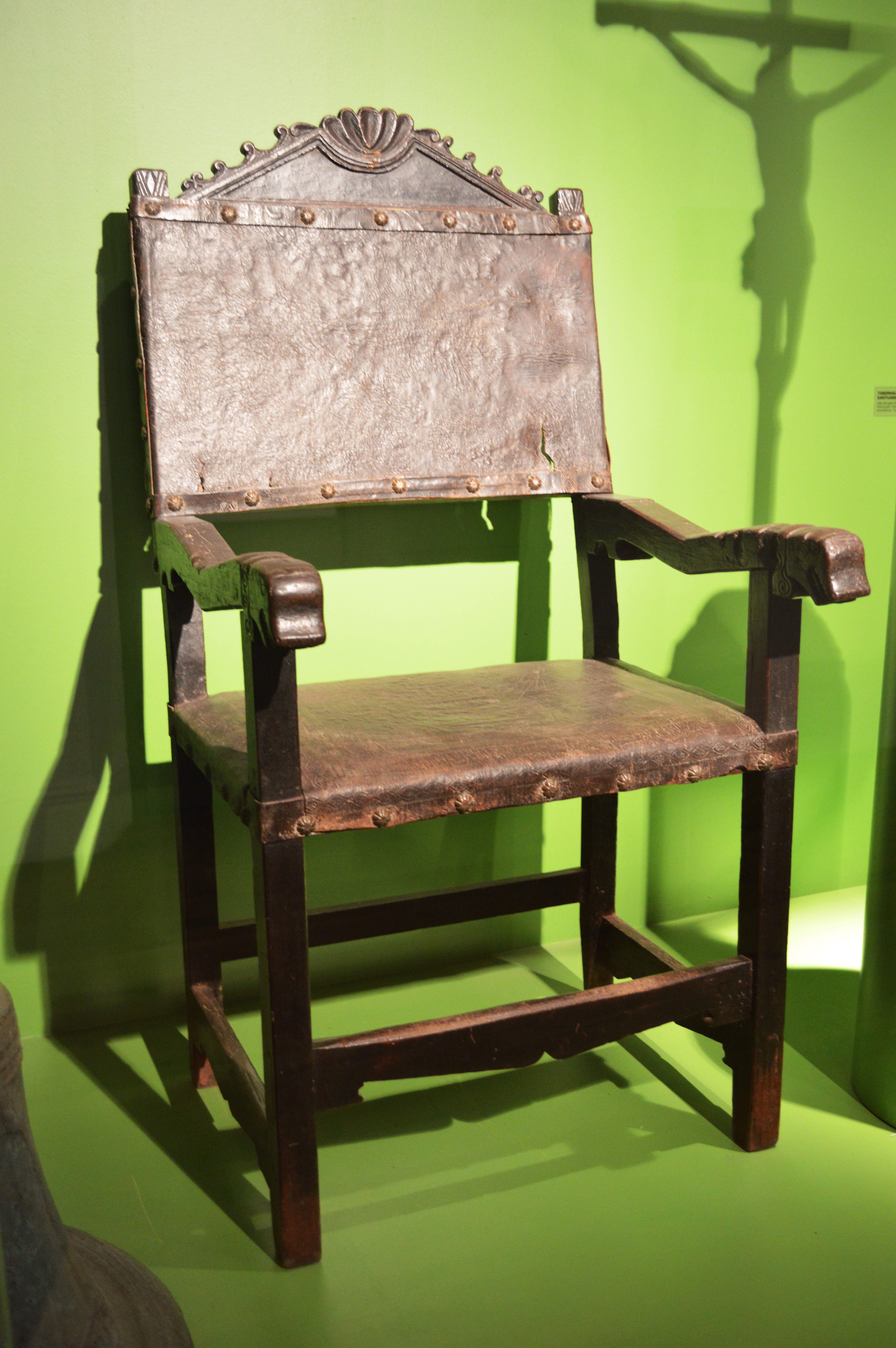
Sillón frailero de la capilla de Matará. Estilo rústico de la zona del río Salado.
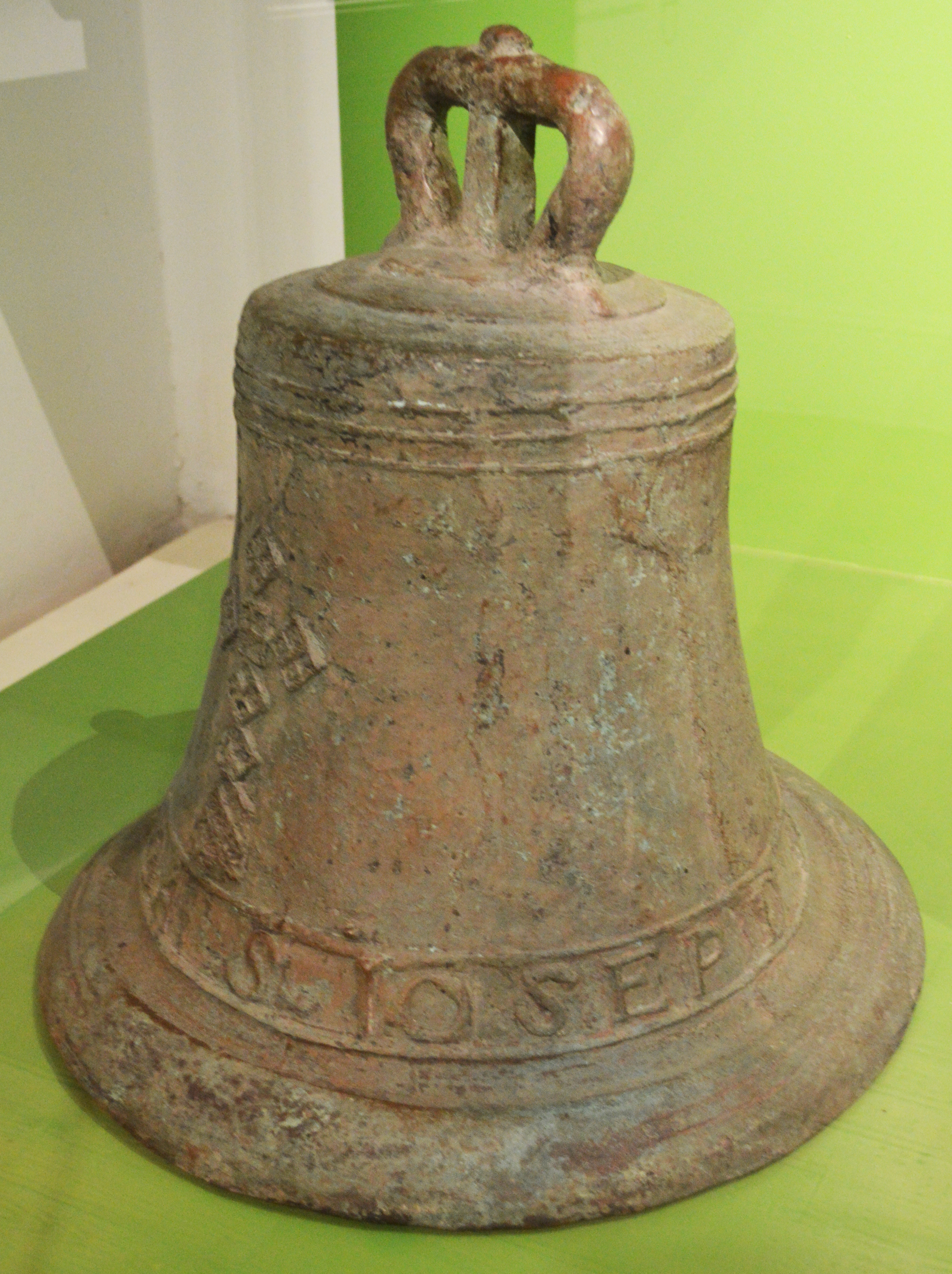
Campana de la antigua capilla de Matará. Hecha por manos indígenas bajo dirección jesuítica.
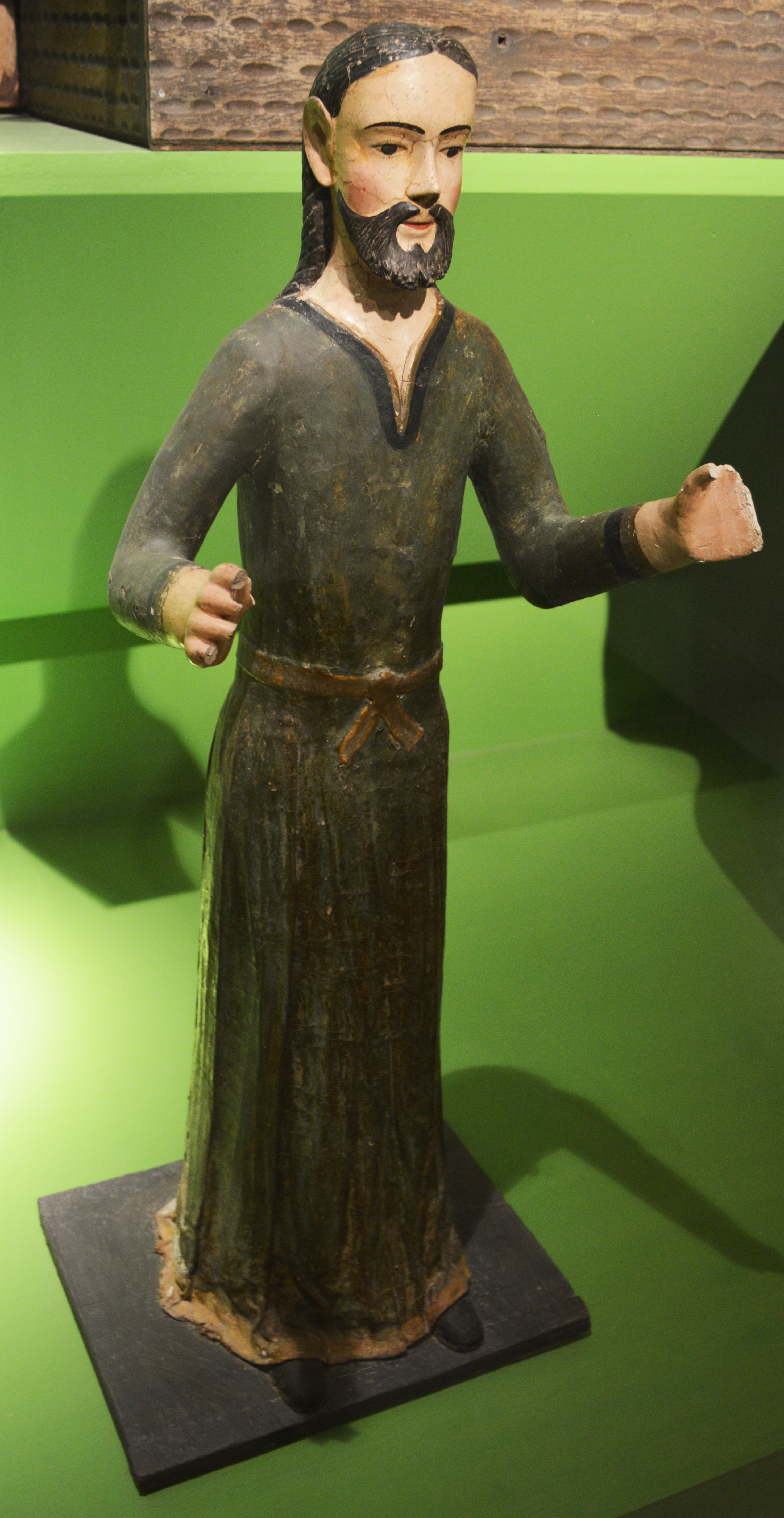
San José de Boquerón, tallado en madera policromada.
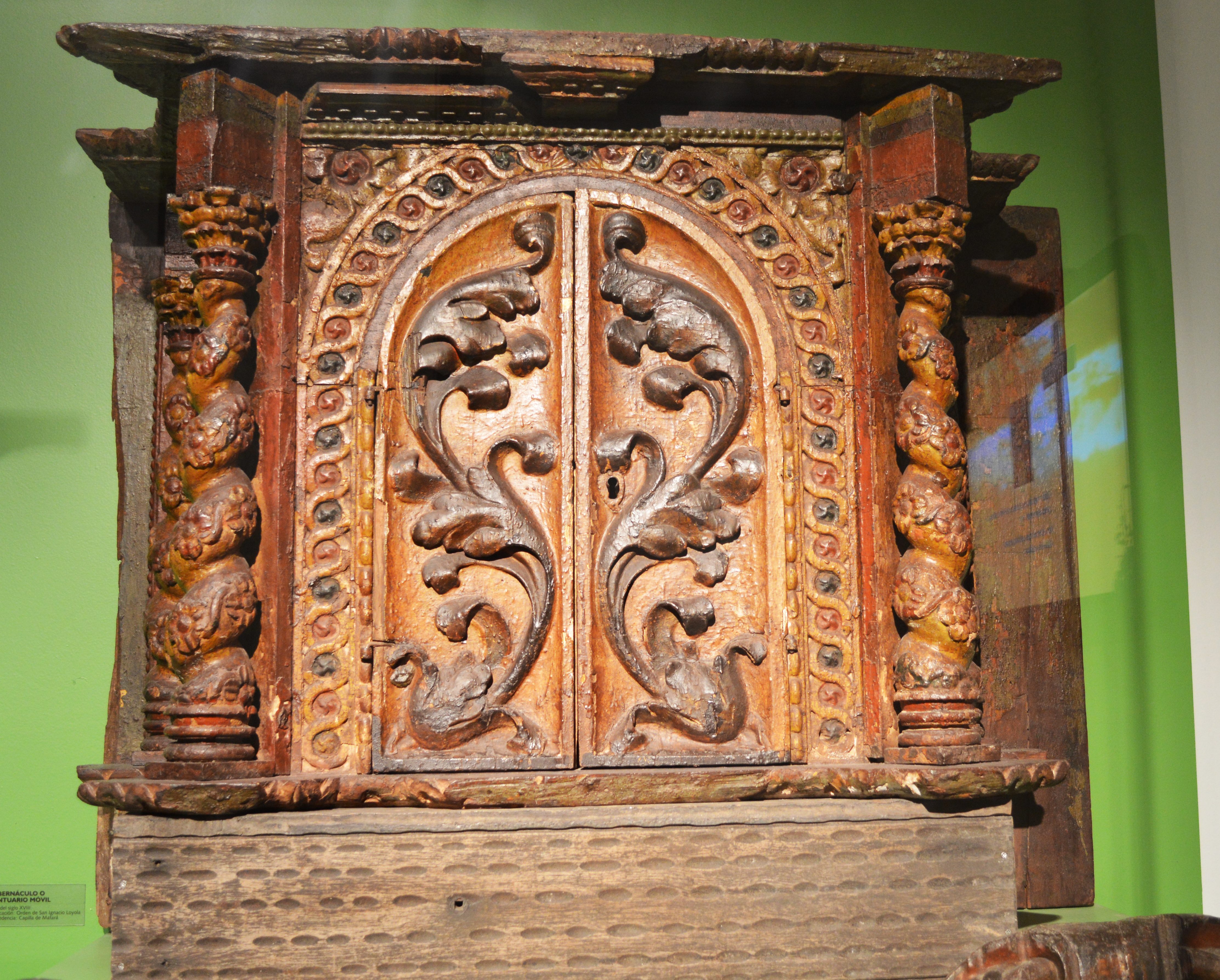
Tabernáculo o Santuario móvil.
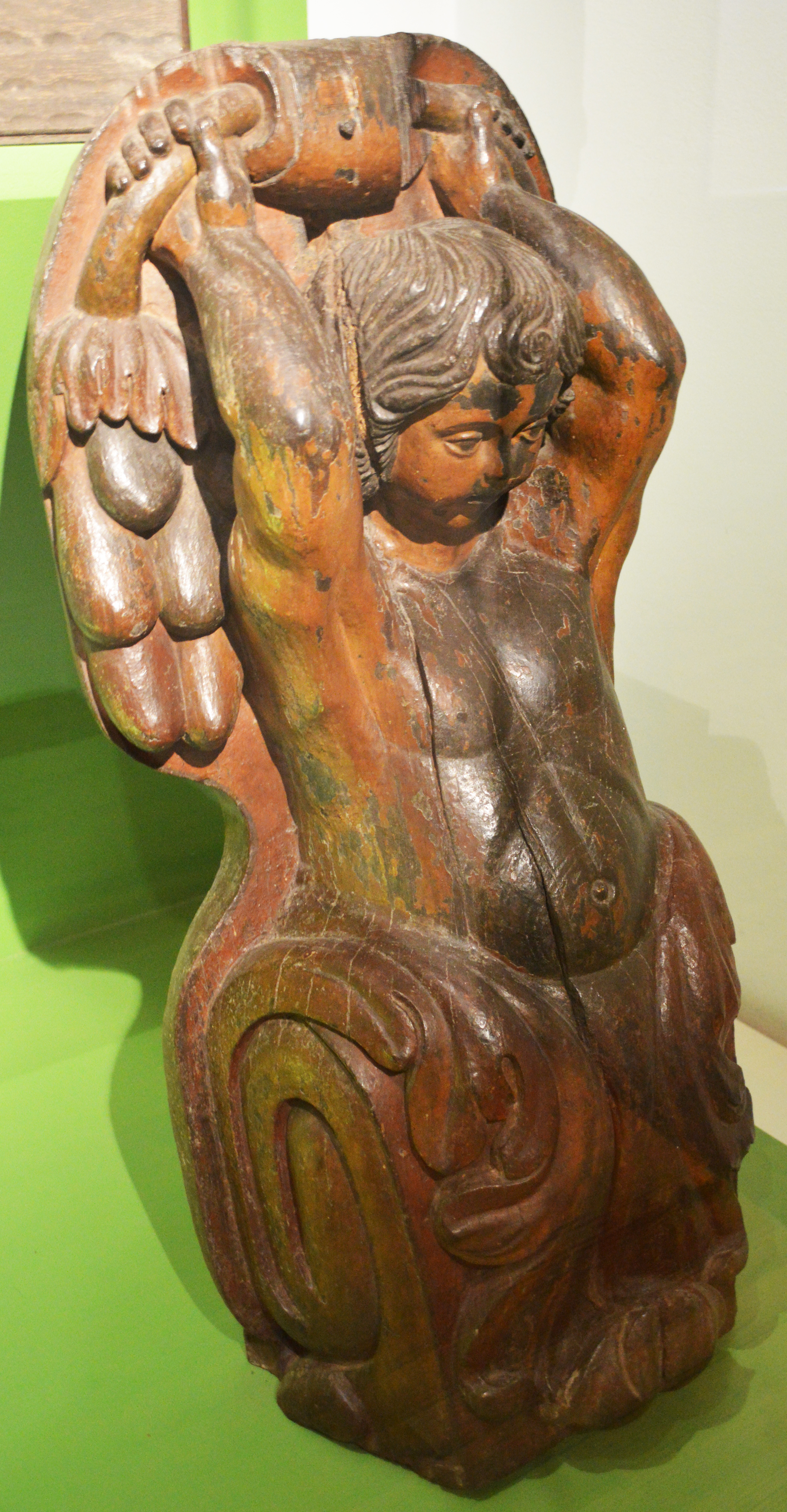
Cariátide tallada en madera de cedro.
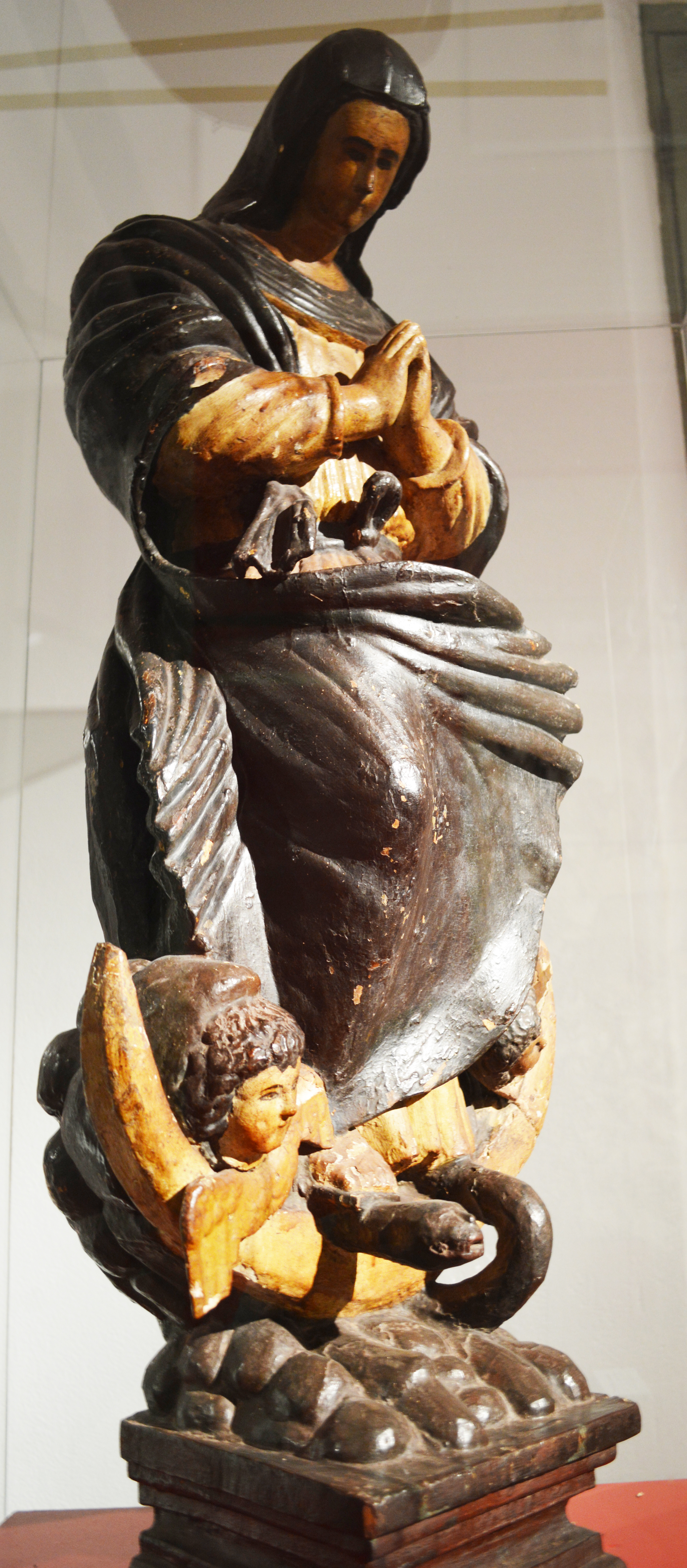
Inmaculada Concepción de Abipones. Tallada en madera por los indígenas de la Reducción de Abipones.

## SiglosXVIIyXVIII
En diciembre de 1611 arribó a Santiago del Estero el doctor Francisco de Alfaro, oidor de la Audiencia de Charcas, en su función de visitador general. Llegó para analizar sobre si era lícito o no el servicio personal de los naturales, en la forma en que se estaba practicando. Y se resolvió que no lo era. De esa manera reglamentó el servicio de mita que debían prestar los indígenas. También efectuó un relevamiento que detectó la existencia de 8000 indígenas empadronados en Santiago del Estero. Al comienzo del siglo XVIII no llegaban a 4000, aunque en 1717 según el padre Jiménez dudaba que llegaran a 2000.
A lo largo de estos dos siglos es notable la disminución de la población indígena en la región debido a los abusos provocados por los españoles. Según el censo de 1608, en Santiago del Estero había 28 encomenderos. Hacia 1673 existían en la gobernación del Tucumán 178 encomiendas. En 1719 se mantenían solamente 97, los demás se habían extinguido. Los abusos provocaron un exterminio que se aprecia al comparar los números de indígenas que habitaban en las encomiendas a lo largo de los tres siglos que duró la colonia española.
Debido a la vida autónoma que habían adquirido las reducciones, se generaron recelos de muchos detractores que derivó años más tarde en la Expulsión de los jesuitas de España de 1767 ordenada por el rey Carlos III sobre todos los dominios españoles. Los bienes de la orden fueron confiscados y las reducciones fueron entregadas a los padres franciscanos y más tarde a administradores laicos. Concretada la expulsión, la obra de los jesuitas quedó totalmente truncada. Las iglesias y escuelas cerraron y las reducciones se despoblaron de indígenas. Estos últimos se dedicaron al pillaje y al asalto constante de las ciudades cercanas.
Durante la segunda mitad del siglo XVII y primera del siglo XVIII, era repetitivo que los convoyes de carretas que viajaban desde Santiago del Estero a Salta, a Córdoba o a Santa Fe, fueran asaltados por indígenas, quienes además de robar las mercancías daban muerte a los pasajeros. Cuando llegaba la noticia a oídos del gobernante de algunas de esas ciudades, ordenaban la persecución y el castigo de los asaltantes. A tales efectos salía la tropa y sin averiguar quiénes eran los culpables, caían espada en mano sobre el primer contingente de aborígenes que hallaban en su camino "haciendo justicia", sin percatarse de que con ese proceder tan poco racional e injusto sólo contribuían a exasperar más y más a los indígenas.
Los gobernadores del Tucumán pensaron en varias ocasiones en una acción que acabara de una vez y para siempre con las depredaciones, asaltos y matanzas, pero todos esos esfuerzos salieron frustrados. Durante estos siglos, la frontera del río Salado fue la obsesión de gobernantes por el problema de los malones. Más allá de esa línea, sólo existían el bosque y los indígenas. La provincia de Santiago del Estero defendió a las provincias limítrofes de estos ataques, tanto que toda su población, españoles, negros, criollos y esclavos, estuvieron día y noche durante siglos ocupados en la defensa.

## SigloXIX
Hacia 1810, la situación de la frontera del río Salado se hizo más crítica por dos razones: por la ineficaz acción de los últimos gobernadores españoles y por el traslado de los soldados que estaban acantonados en la frontera del Salado para la defensa contra los aborígenes, para combatir en el norte contra los españoles invasores.
Mientras en la guerra contra los españoles hubo entendimientos, concesiones, armisticios, respeto por los prisioneros y atención a los heridos, no ocurrió lo mismo en la guerra contra los indígenas, ya que no había posibilidad de entendimiento alguno. Los aborígenes que atacaban Santiago del Estero, desde el otro lado del río Salado, eran superiores en número a las tropas españolas que ingresaron desde el Alto Perú. Cuando José de San Martín organizaba el Ejército del Norte en 1814, lo preparaba para enfrentar a 1200 realistas, mientras que las poblaciones santiagueñas eran amenazadas e invadidas por aproximadamente 4000 indígenas.

### Fortines defensivos

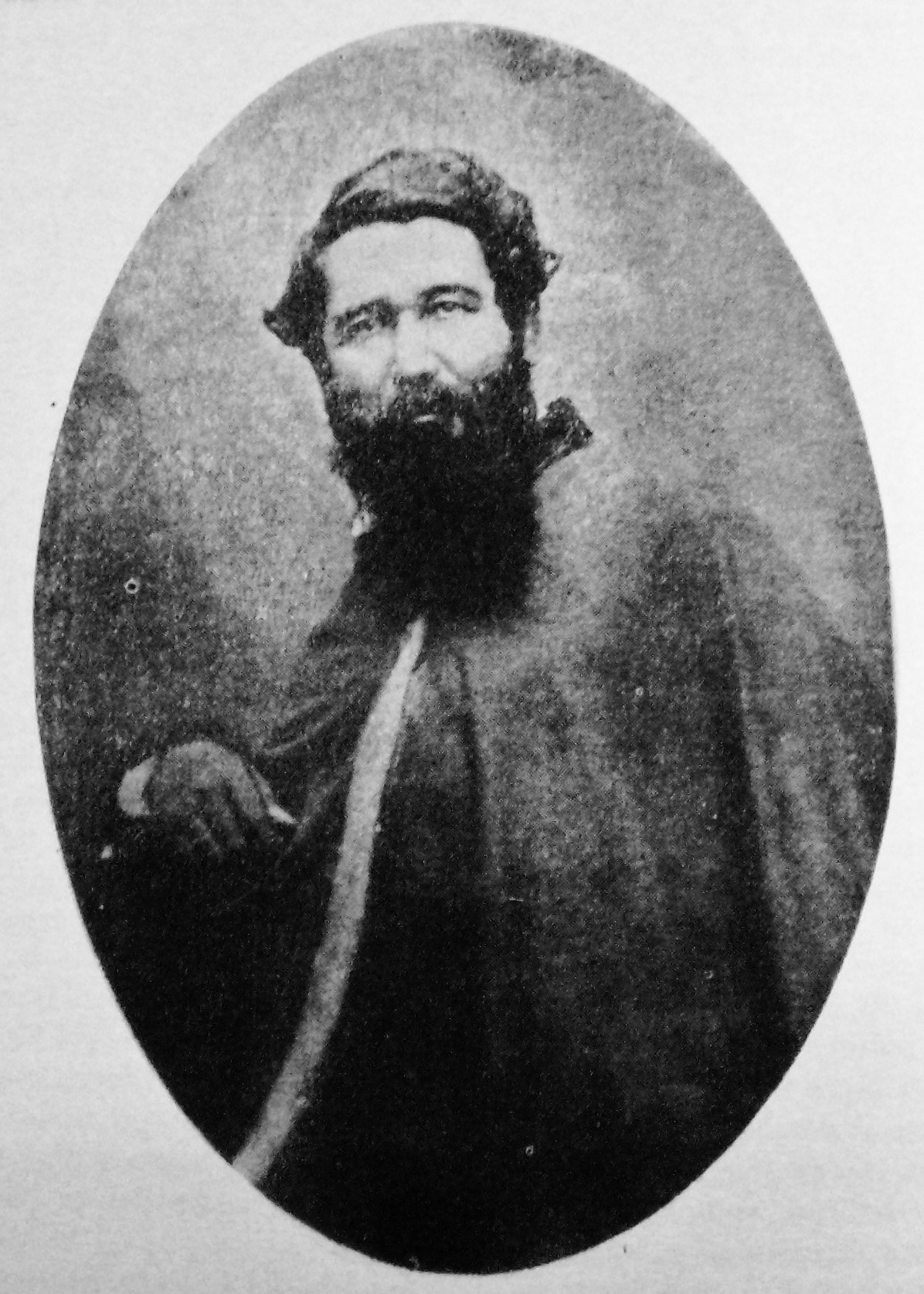
General Antonino Taboada, quien estuvo a cargo de la Guardia Nacional en la frontera del río Salado.

Para afrontar ese grave problema, el gobierno santiagueño instaló a lo largo de los ríos Dulce y Salado una línea de fortines. Los fortines y la larga lucha contra el indígena constituyeron el derramamiento de sangre y el gasto de recursos que Santiago del Estero debió afrontar a lo largo del siglo. La provincia salvó y defendió los intereses de otras provincias limítrofes a costa de sus propios recursos combatiendo por sí sola contra los indígenas. Los virreyes de Buenos Aires habían abandonado por completo las defensas. El soldado santiagueño de la línea de los fortines no cobraba sueldo, y por lo general era mantenido por la provincia, sin carga para las Arcas Reales.
Todos los fortines eran simples: tenían una empalizada que lo rodeaba, un descampado alrededor para permitir observar si se acercaban los indígenas, una casilla para el centinela, unos ranchos para soldados, un mangrullo con un cañón apuntando al este. Algunos tenían un profundo foso que lo circundaba, y un corral para animales. En oportunidades de ataques de malones, las poblaciones de la zona podían guarecerse dentro de ellos, junto con su ganado y caballada. Los indígenas nunca sitiaron a los fortines.
Una vez organizada la República Argentina a mediados de siglo, el gobierno nacional asignó partidas presupuestarias para la manutención de los fortines. Además, mediante leyes del Congreso de la Nación, se autorizó a movilizar las guardias nacionales de las provincias cuyo territorio estuviera amenazado por aborígenes, al solo efecto de guardar las fronteras. Con este objeto, se otorgó el mando militar de la costa del Salado al General Antonino Taboada, quien repelió los ataques indígenas con las fuerzas de la Guardia Nacional.
El gobierno nacional tenía por objetivo la reducción de los indígenas cuyos caciques no estaban con el gobierno, dar seguridades de paz que garanticen las fronteras, situar a los aborígenes en las márgenes del Salado, hacerles saber que se les compraría leña para los vapores, poblar los fortines con vecindario santiagueño y estudiar el lugar para el establecimiento de población extranjera.

### Participación de los inmigrantes y el ferrocarril
Tanto el gobierno nacional como el provincial quisieron aprovechar de los inmigrantes para reforzar la defensa contra el indígena, les prometieron tierras sobre el río Salado y fomentaron un asentamiento allí. Cerca de los fortines se ofrecieron tierras gratuitamente a cualquier inmigrante para su ocupación y cultivo.
Otro elemento utilizado para la defensa contra los indígenas, además de medio de transporte, fue la construcción del ferrocarril. En 1887, el gobierno nacional comenzó a construir el ferrocarril de San Cristóbal a San Miguel de Tucumán, paralelo al río Salado. Esto permitió el asentamiento de poblaciones a lo largo de su extensión, penetrando en el bosque profundo y virgen, debilitando y destruyendo el hábitat de los aborígenes locales.

### Último malón en Santiago del Estero
El último malón de importancia ocurrió en el año 1870, antes de que se construyera el FFCC Mitre, en las cercanías de la actual estación Icaño. Ocurrió hacia carnaval, el malón atacó el poblado llevándose a varias mujeres y unos cuantos niños.

### Campaña del Chaco
En el año 1884, se sancionó la ley N.º 1532 de "Territorios Nacionales". La creación del Territorio Nacional del Chaco estuvo acompañada de un sometimiento de los aborígenes que permitió la ocupación y explotación de la tierra.
En ese mismo año se llevó a cabo la Campaña del Chaco, pergeñada y conducida por el entonces ministro de Guerra, General Benjamín Victorica. Con este plan sometieron a los aborígenes de la zona empleando la fuerza y en una guerra desequilibrada, debido al armamento adquirido por el Ejército durante 1880 y 1890. El gobierno nacional accionó directamente contra las comunidades indígenas mediante campañas militares y ejecución de políticas que prácticamente desaparecieron a los naturales.

## SigloXX
Cuando aparecieron los obrajes en el monte santiagueño, el indígena encontró allí trabajo como hachero. La ley n.º 1420, de fines de siglo XIX, obligó a los hijos de los indígenas durante todo el siglo XX a aprender como única lengua el castellano, los símbolos patrios, la religión católica y que aprendieran la historia contada por el gobierno.
A partir de la reforma constitucional de 1994, se incluyó una norma que reconocía la pre-existencia étnica y cultural de los pueblos indígenas argentinos, garantizando el respeto a su identidad y el derecho a una educación bilingüe e intercultural, la posesión y propiedad comunitarias de las tierras que tradicionalmente ocuparan, entre otros derechos.

## Situación actual

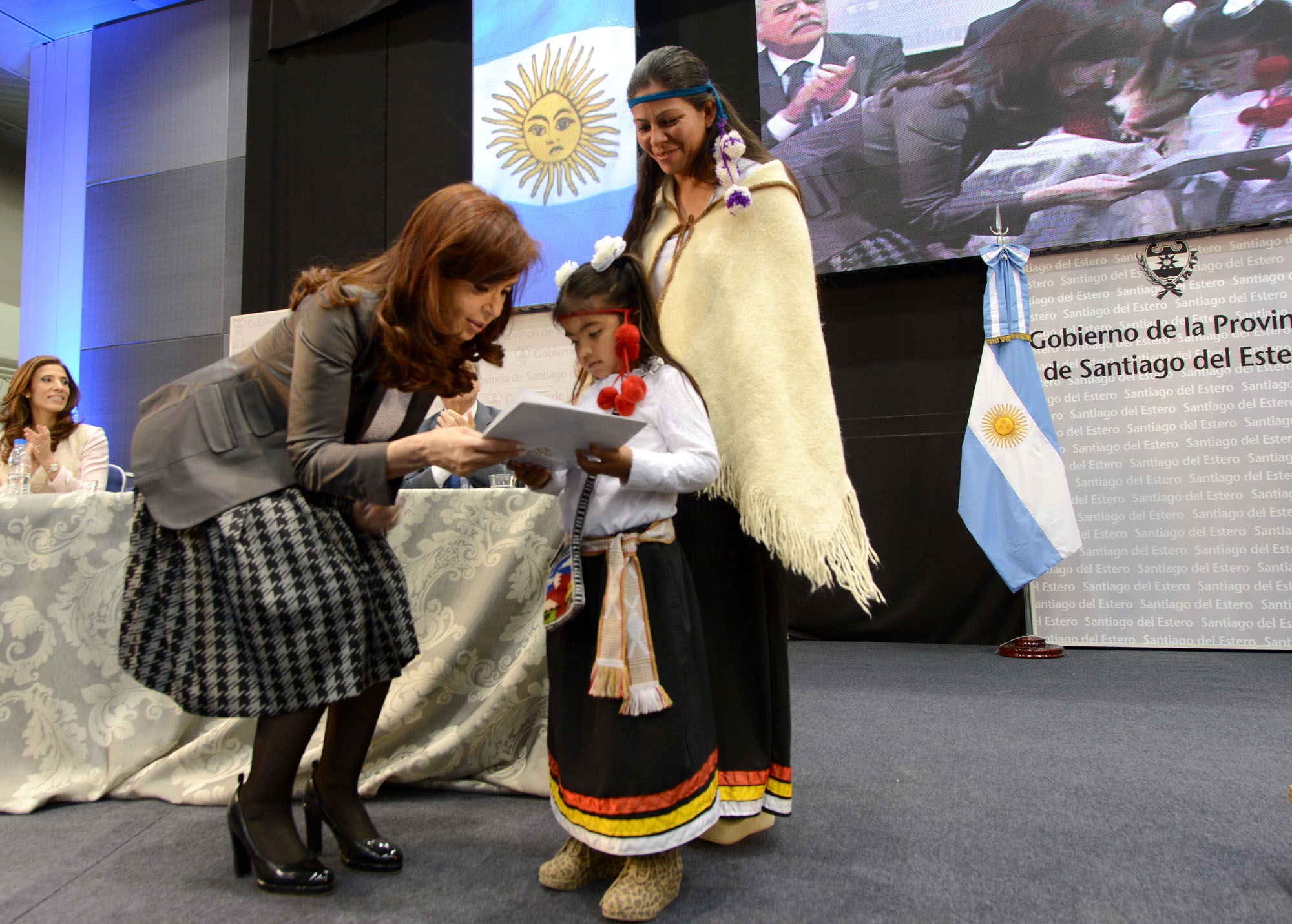
La presidenta de Argentina, Cristina Fernández de Kirchner, entregando viviendas a miembros de la comunidad Tonocoté.

En los últimos tiempos se alzan voces tendientes a defender los derechos de los aborígenes. En 2006, el Congreso de la Nación, sancionó la ley n.º 26 160 mediante la cual declara la emergencia en materia de posesión y propiedad de las tierras que tradicionalmente ocuparon las comunidades indígenas originarias del país.
Según el censo argentino de 2010, existían 11 508 habitantes en la provincia de Santiago del Estero que declararon ser indígenas o descendientes de pueblos indígenas u originarios. Estos se encuentran habitando en 4041 hogares en todo el territorio provincial.
Actualmente el pueblo diaguita cacano se encuentra ubicado en los departamentos Atamisqui y, parcialmente, en los departamentos Salavina, Avellaneda, Loreto, Choya, Guasayán y Capital. Se halla compuesto por 38 comunidades organizadas en 14 ayllus. La organización que representa a este pueblo es la Unión Solidaria de Comunidades del Pueblo Diaguita Cacano (USC), inscripta en el Registro Nacional de Organizaciones de Pueblos Indígenas.
Según un reciente relevamiento, el pueblo tonocoté actualmente tiene unos 6500 habitantes y sus diecinueve comunidades están ubicadas principalmente en los departamentos Avellaneda, Figueroa y San Martín.
A nivel provincial, las comunidades aborígenes consiguieron que la Legislatura santiagueña sancionara la ley n.º 6771, cuyo artículo 1.º declara al "Pueblo Nación Tonokoté" como persona jurídica de carácter público no estatal. En su artículo 2.º reglamenta los usos y costumbres tradicionales del pueblo tonokoté.
En agosto de 2014, la presidenta de la Nación Cristina Fernández de Kirchner entregó  medio centenar de viviendas a la comunidad Tonocoté. Las mismas cuentan con tres habitaciones, cocina, baño, comedor y galerías. Las casas, que en su mayoría reemplazan a las casas tipo "ranchos", fueron construidas en la zona popularmente conocida como "Boca del Tigre", a orillas del río Dulce, en el acceso norte a la capital provincial. En el mismo complejo habitacional, se construyó un salón de usos múltiples en la que los integrantes de la comunidad indígena, fabricarán tejidos, artesanías y productos regionales.
En el marco del Programa de Relevamiento Territorial de Comunidades Indígenas, el Gobierno de la provincia junto con el Instituto Nacional de Asuntos Indígenas (Inai) entregó carpetas técnicas de reconocimiento territorial a 49 comunidades indígenas de Santiago del Estero. Al mismo tiempo, se firmó un convenio para continuar el relevamiento en 18 comunidades más en un plazo de 12 meses. El programa reconoce además el hábitat, la lengua y la cultura en general que tienen hoy los pueblos indígenas.